# Liste der Kulturdenkmale in Großhartmannsdorf

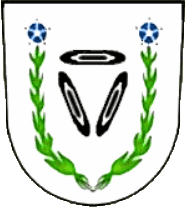
Wappen von Großhartmannsdorf

In der Liste der Kulturdenkmale in Großhartmannsdorf sind die Kulturdenkmale der sächsischen Gemeinde Großhartmannsdorf verzeichnet, die bis April 2023 vom Landesamt für Denkmalpflege Sachsen erfasst wurden (ohne archäologische Kulturdenkmale). Die Anmerkungen sind zu beachten.
Diese Aufzählung ist eine Teilmenge der Liste der Kulturdenkmale im Landkreis Mittelsachsen.

## Großhartmannsdorf
| Bild                                    | Bezeichnung | Lage | Datierung                                                                             | Beschreibung | ID       |
| --------------------------------------- | --- | --- | ------------------------------------------------------------------------------------- | --- | -------- |
| Direkt Bild zu diesem Denkmal hochladen | Grablege mit zwei Steinkreuzen (Carlowitz-Kreuze) | (Flurstück 1028) (Karte) | 1928; 1941                                                                            | Grabmale für den Kammerherrn Carl Adolph von Carlowitz, gestorben 2. August 1928, und seiner Frau, gestorben 18. Juni 1941, ortshistorische Bedeutung und landesgeschichtlich von Interesse. Zwei große Steinkreuze, ca. 1,60 m hoch, mit dem Tod von Carl Adolph von Carlowitz ging die etwa 200-jährige Ära der Familie Carlowitz auf dem Gut in Großhartmannsdorf zu Ende. | 08991091 |
| Weitere Bilder                          | Kohlbach Kunstgraben mit einem Schütz, mit allen zugehörigen Gewölbebrücken und Röschen sowie zwei Röschenmundlöcher (Einzeldenkmale der Sachgesamtheit 08991218) | (Flurstücke 893, 905/7, 894/1, 894/2, 894/4, 53/3, 53/5, 53/7, 322/7, 850/13, 859, 105a, 372, 375b, 375a, 896, 426, 432/12, 437, 849, 860, 439, 446, 448/1, 463b, 463a, 481, 480/1, 857/4, 859, 540/1, 533, 519/1, 573, 604) (Karte) | 1556                                                                                  | Einzeldenkmale der Sachgesamtheit Revierwasserlaufanstalt; künstlich und überwiegend obertägig angelegter Kunstgraben zwischen dem Oberen Großhartmannsdorfer Teich und dem Gelobt Lander Teich, landschaftsbildprägende Bestandteile eines umfangreichen Systems der bergmännischen Wasserwirtschaft zur Versorgung des Freiberger Bergbaus mit Aufschlagwasser, bergbau- und ortsgeschichtlich von besonderer Bedeutung, seit 2019 zugehörig zur Kernzone und Pufferzone des UNESCO-Welterbes Montanregion Erzgebirge/Krušnohoří Kunstgraben beginnend am Oberen Großhartmannsdorfer Teich (siehe 09306321), mit mehreren Röschen, darunter die Kirchenrösche mit zwei Mundlöchern, Landhainschütz am Verbindungsgraben zum Mittleren Großhartmannsdorfer Teich (siehe 09306320). Der teils verröschte Kohlbacher Kunstgraben erstreckt sich über drei Gemeinden: Großhartmannsdorf (09304684), Lichtenberg/Erzgeb., Ortsteil Müdisdorf (08980407) sowie Brand-Erbisdorf (09208685). | 09304684 |
| Weitere Bilder                          | Zethauer Kunstgraben einschließlich aller Abschläge bzw. Schütze, Gewölbebrücken und Helbigsdorfer Rösche mitsamt Röschenmundloch (Einzeldenkmale der Sachgesamtheit 08991218) | (Flurstücke 861/2, 1058, 833, 1039, 834, 836, 1030, 827, 765/18, 766b, 765/22; 765/25; 760/2) (Karte) | Ab 1564                                                                               | Einzeldenkmale der Sachgesamtheit Revierwasserlaufanstalt; landschaftsbildprägende Bestandteile eines umfangreichen Systems der bergmännischen Wasserwirtschaft zur Versorgung des Freiberger Bergbaus mit Aufschlagwasser, bergbau- und ortsgeschichtlich von besonderer Bedeutung, seit 2019 zugehörig zur Kernzone und Pufferzone des UNESCO-Welterbes Montanregion Erzgebirge/Krušnohoří | 09306186 |
| Weitere Bilder                          | Mittlerer Großhartmannsdorfer Teich: Verbindungsgraben, Kunstteich einschließlich Teichdamm, Überlauf, zugehöriger Fußgängerbrücke, Flutentlastungsrösche, Striegelhaus mit Grundablass, zugehörigem Mundloch und anschließendem Abzugsgraben sowie vier Grenzsteine (Einzeldenkmale der Sachgesamtheit 08991218)                                                                                      | Hauptstraße (Karte) | 1726–1732                                                                             | Einzeldenkmale der Sachgesamtheit Revierwasserlaufanstalt; landschaftsbildprägende Bestandteile eines umfangreichen Systems der bergmännischen Wasserwirtschaft zur Versorgung des Freiberger Bergbaus mit Aufschlagwasser, bergbau- und ortsgeschichtlich von besonderer Bedeutung. Kunstteich, auch Neuer Teich genannt, Zwischenspeicher im System der Revierwasserlaufanstalt zwischen Oberer und Unterer Wasserversorgung, zudem Anstau des Landhainbachs, Wasserabgabe in den Unteren Großhartmannsdorfer Teich möglich, heute auch Badegewässer. - Teichdamm: breiter Erddamm mit Lehmkerndichtung und wasserseitiger Tarrasmauer - Striegelhaus mit Grundablass: bezeichnet mit 1726, eingeschossiges Funktionsgebäude auf dem Teichdamm über dem Grundablass, quadratischer Grundriss, Satteldach - Mundloch des Grundablasses: Bruchsteingewölbe mit großem Schlussstein, darüber Betonstützmauer, nachfolgend mit Betonplatten abgedeckter Abzugsgraben zur sogenannten Bahnhofsrösche (Rösche unter dem ehemaligen Großhartmannsdorfer Bahnhofsgelände hindurch, Einleitung in den Großhartmannsdorfer Bach, der in den Unteren Großhartmannsdorfer Teich mündet – kein Denkmal) - Überlauf und Flutentlastungsrösche: am nördlichen Ufer gemauerter Hochwasserüberlauf mit Fußgängerbrücke (Bruchsteinbogenbrücke) sowie anschließendem Grabenteilstück mit Betonplattenabdeckung, Weiterführung als Rösche, seitliche Einleitung in den Abzugsgraben des Grundablasses - Verbindungsgraben: Abschlag aus dem oberhalb am Hang verlaufenden Kohlbach Kunstgraben (siehe 09304684, Abschlag = Landhainschütz), zugleich Teilstück des Landhainbachs, mit gemauerter Grabenbrust, vier Grenzsteine | 09306320 |
| Weitere Bilder                          | Teilstück der Obersaidaer Rösche einschließlich Mundloch, Kunstteich einschließlich Einlaufkanal (Oberer Großhartmannsdorfer Teich), Teichdamm, zweier Striegelhäuser und Überlauf mit Abzugsgraben der Obermühle sowie Teilstück des Kohlbach-Kunstgrabens mit Dorfbachschütz (Einzeldenkmale der Sachgesamtheit 08991218)                                                                            | Hauptstraße (Karte) | Ab 1556 (Kunstgraben); 1591–1593 (Teich); 1599–1607 (Rösche)                          | Einzeldenkmale der Sachgesamtheit Revierwasserlaufanstalt; landschaftsbildprägende Bestandteile eines umfangreichen Systems der bergmännischen Wasserwirtschaft zur Versorgung des Freiberger Bergbaus mit Aufschlagwasser, bergbau- und ortsgeschichtlich von besonderer Bedeutung | 09306321 |
| Direkt Bild zu diesem Denkmal hochladen | Wohnstallhaus (ehemalige Stellmacherei mit Ausstattung) | Hauptstraße 10 (Karte) | Um 1800                                                                               | Regionaltypisches Bauernhaus mit Fachwerk-Obergeschoss, baugeschichtlich, ortsgeschichtlich und straßenbildprägend von Bedeutung. Erdgeschoss massiv, Obergeschoss teils verschiefert, teils verkleidet, Fenster mit Sprossung, Kastenfenster, einige gering vergrößert, hohes Satteldach, Schieferdeckung. | 08991156 |
| Direkt Bild zu diesem Denkmal hochladen | Wohnhaus und Werkstatt | Hauptstraße 11 (Karte) | Mitte 19. Jahrhundert (Wohnhaus); Ende 19. Jahrhundert (Werkstatt)                    | Kleines Gebäude mit regionaltypischem Fachwerk-Obergeschoss sowie Werkstatt im Stil der Bahnhofsarchitektur, bau- und sozialgeschichtlich von Bedeutung. - Wohnhaus: Erdgeschoss massiv, Eingang mit Sandsteingewänden, Obergeschoss mit zweiriegeligem Fachwerk mit Eckstreben, Giebelseite verkleidet, Satteldach, Schieferdeckung - Werkstatt: eineinhalbgeschossig, Erdgeschoss massiv, Putzgewände mit Segmentbogen, Verdachung mit Schlussstein, Fenster mit Sprossung, Mittelrisalit mit Lisenen mit kapitellartigem Abschluss, Putzbänder, Obergeschoss verbrettert an der Längsseite, flaches Satteldach | 08991153 |
| Direkt Bild zu diesem Denkmal hochladen | Wohnhaus | Hauptstraße 17 (Karte) | Nach 1800                                                                             | Landschaftstypisches ländliches Wohnhaus mit Fachwerk-Obergeschoss, baugeschichtlich von Bedeutung. Erdgeschoss massiv, Obergeschoss mit intakter Holzkonstruktion verkleidet, rückwärtig abgeschleppter Anbau, Giebel verkleidet, mit originalen Fenstern, hohes Krüppelwalmdach mit kurzem Schopf, Schieferdeckung. | 08991152 |
| Direkt Bild zu diesem Denkmal hochladen | Mühle und Mühlentechnik (Obermühle) | Hauptstraße 18a (Karte) | 1892 (Francis-Schachtturbine); um 1930 (Plansichter); um 1935 (Walzenstuhl)           | Ortshistorische und technikgeschichtliche Bedeutung, seit 2019 zugehörig zur Kernzone des UNESCO-Welterbes Montanregion Erzgebirge/Krušnohoří. - Mühle auf Hakengrundriss: zweigeschossiger Putzbau, zum Teil Sandsteingewände, Mühlenteil Obergeschoss Fachwerk verbrettert, innen Erdgeschoss mit Gewölbe, Krüppelwalmdach - Mühlentechnik: Francis-Schachtturbine (1892), Walzenstühle der Firma Grosse aus Lohmen, Plansichter, Rohrboden, Elevatoren und Schnecken (alles um 1935), entspricht der Technik einer Industriemühle | 08991154 |
| Direkt Bild zu diesem Denkmal hochladen | Südliches Seitengebäude eines Dreiseithofes | Hauptstraße 26 (Karte) | 2. Hälfte 19. Jahrhundert                                                             | In seiner Kubatur erhaltenes Gebäude mit Fachwerk-Konstruktion an den Längsseiten, baugeschichtlich und straßenbildprägend von Bedeutung. Erdgeschoss massiv sowie Giebelseiten des Obergeschosses, zweiriegeliges Fachwerk mit Diagonalstreben, Giebel verkleidet, Satteldach. | 08991212 |
| Direkt Bild zu diesem Denkmal hochladen | Wohnhaus | Hauptstraße 36 (Karte) | 1926                                                                                  | Zeittypischer Bau mit originalen Details, städtische Architektursprache im ländlichen Kontext, baugeschichtlich von Bedeutung. Natursteinsockel, eingeschossig, verputzt, Fenster mit Sprossung, Schlagläden, zentrales Dachhaus, Mansarddach, Dachhaus, Giebelspitze und Dachdeckung mit Schieferdeckung. | 08991221 |
| Direkt Bild zu diesem Denkmal hochladen | Wohnstallhaus | Hauptstraße 37 (Karte) | Mitte 19. Jahrhundert                                                                 | Relikt der historischen Ortsbebauung, baugeschichtlich von Bedeutung. Zweigeschossig, größtenteils massiv, Fenster mit Sprossung, Winterfenster, Obergeschoss mit Bergetür, eine Giebelseite Fachwerk, verkleidet, der andere Giebel mit Rundbogenfenster, Satteldach, Hakengrundriss. | 08991213 |
| Direkt Bild zu diesem Denkmal hochladen | Wohnstallhaus eines ehemaligen Vierseithofes | Hauptstraße 46 (Karte) | Kern 18. Jahrhundert                                                                  | Regional- und zeittypisches Gebäude mit verkleidetem Fachwerkobergeschoss, baugeschichtlich von Bedeutung. - Wohnstallhaus: Erdgeschoss massiv, Obergeschoss Fachwerk, zum Teil verbrettert, zum Teil verkleidet, leichte Störungen, Satteldach - ehemals denkmalgeschütztes westliches Seitengebäude (abgerissen): zweigeschossig, Erdgeschoss massiv, Obergeschoss Fachwerk verbrettert, originale Fenster, Satteldach - ehemals denkmalgeschützte nördliche Scheune (abgerissen zwischen 2014 und 2016): eineinhalbgeschossige Holzkonstruktion verbrettert, Fenster mit Sprossung, mächtiges Mansarddach, Schleppgaupen, Hocheinfahrt (ehemalige zweite Scheune ohne Denkmalwert) - ehemals denkmalgeschützter Vorgarten und Einfriedung (zwischen 2017 und 2023 aus der Denkmalliste gestrichen): zur Straße Wiesen mit Lattenzaun und Teich sowie Hofbaum (Kastanie) | 08991151 |
| Direkt Bild zu diesem Denkmal hochladen | Südliches Wohnstallhaus und östliche Scheune eines Dreiseithofes sowie straßenseitige Stützmauer | Hauptstraße 56 (Karte) | 18. Jahrhundert (Wohnstallhaus); Ende 19. Jahrhundert (Scheune)                       | Relikt der ursprünglichen Dorfstruktur, bau- und wirtschaftsgeschichtlich von Bedeutung. - Wohnstallhaus: stattlicher Baukörper, Erdgeschoss massiv, verändert (im Stallteil Garagen), Obergeschoss Längsseiten mit intakter Fachwerk-Konstruktion, verbrettert, Giebel verschiefert, Satteldach, je eine breite Schleppgaupe, ein liegendes Fenster, Schieferdeckung - Seitengebäude: zweigeschossig, weitgehend Holzkonstruktion, verbrettert, Satteldach - Mauer: links und rechts neben der mittigen Hofauffahrt, geschichtete Natursteine, rechts verputzt | 08991149 |
| Direkt Bild zu diesem Denkmal hochladen | Wohnstallhaus | Hauptstraße 57 (Karte) | Mitte 19. Jahrhundert                                                                 | Landschaftstypisches Gebäude mit Fachwerk-Obergeschoss, baugeschichtlich von Bedeutung. Erdgeschoss massiv, Fenster mit Sprossung, Winterfenster, Wetterhäuschen, Obergeschoss verkleidet, Fenster mit Sprossung, Doppelfenster, Satteldach, Schieferdeckung. | 08991166 |
| Direkt Bild zu diesem Denkmal hochladen | Wohnhaus (ehemaliges Gefängnis) | Hauptstraße 59 (Karte) | Um 1830                                                                               | Ohne rückwärtigen Anbau, in der Kubatur erhaltener Bau, ortshistorische Bedeutung. Zweigeschossig, massiv, Winterfenster, Giebel Fachwerk, verkleidet, Holztraufe, Krüppelwalmdach, Schieferdeckung. | 08991162 |
| Direkt Bild zu diesem Denkmal hochladen | Seitengebäude und Scheune eines Dreiseithofes sowie Einfriedung, Toreinfahrt und Hofbaum | Hauptstraße 76 (Karte) | 19. Jahrhundert                                                                       | Authentische Beispiele ländlicher Wirtschaftsgebäude mit verbrettertem Obergeschoss, bau- und wirtschaftsgeschichtlich von Bedeutung. - nördliches Seitengebäude: eineinhalbgeschossig, Erdgeschoss massiv, originale Fenster und Tore, Obergeschoss und Giebel verbrettert bzw. verkleidet, Satteldach - östliche Scheune: Erdgeschoss massiv, Obergeschoss verbrettert, originale Fenster, Satteldach, Schiefer - Mauer und Pfeiler verputzt, Pfeiler mit Kämpferplatte und Kugelaufsatz Wohnhaus zu sehr verändert. | 08991148 |
| Direkt Bild zu diesem Denkmal hochladen | Wohnhaus | Hauptstraße 78 (Karte) | 1840                                                                                  | Landschaftstypisches ländliches Wohnhaus mit Fachwerk-Obergeschoss, baugeschichtlich von Bedeutung. Erdgeschoss massiv, Obergeschoss Holzkonstruktion intakt, verbrettert, Giebelseite verkleidet, über der Eingangstür Bergetür, Satteldach. | 08991161 |
| Direkt Bild zu diesem Denkmal hochladen | Wohnhaus | Hauptstraße 80 (Karte) | 18. Jahrhundert                                                                       | Regionaltypisches ländliches Wohnhaus mit verbrettertem Fachwerk-Obergeschoss (ohne rückwärtigen Anbau), baugeschichtlich von Bedeutung. Erdgeschoss massiv, verändert, massiver Eingangsvorbau, Obergeschoss mit ursprünglicher Fenstergröße, Satteldach, Schieferdeckung. | 08991160 |
| Direkt Bild zu diesem Denkmal hochladen | Wohnhaus | Hauptstraße 84 (Karte) | 18. Jahrhundert                                                                       | Regionaltypisches ländliches Wohnhaus mit Fachwerk-Obergeschoss, baugeschichtlich von Bedeutung. Erdgeschoss massiv, Eingangsvorbau, Obergeschoss Fachwerk, eine Giebelseite mit neuem erkerartigem Anbau, ein Giebel mit vergrößerten Fenstern, Haus insgesamt verkleidet, hohes Krüppelwalmdach. | 08991147 |
| Direkt Bild zu diesem Denkmal hochladen | Wohnstallhaus | Hauptstraße 94 (Karte) | 18. Jahrhundert                                                                       | Regionaltypisches, breit gelagertes Bauernhaus mit intaktem Fachwerk-Obergeschoss, baugeschichtlich von Bedeutung. Erdgeschoss massiv, geglättet, Stalltür an der Giebelseite, Obergeschoss-Fenster in originaler Größe, Obergeschoss verkleidet, hohes Krüppelwalmdach. | 08991146 |
| Direkt Bild zu diesem Denkmal hochladen | Mühlenwohnhaus, Scheune und Seitengebäude eines Mühlenanwesens (Ölmühle) | Hauptstraße 97 (Karte) | 18. Jahrhundert (Mühle); um 1800 (Seitengebäude); 2. Hälfte 19. Jahrhundert (Scheune) | In ihrer Struktur erhaltene Hofanlage, Relikt der alten Ortsanlage, bau-, orts- und technikgeschichtlich von Bedeutung. - Mühlenwohnhaus: zweigeschossig, massiv, Erdgeschoss mit Sandsteingewänden, Satteldach, Giebel Fachwerk verkleidet, originale Fenster, tiefer liegender zweigeschossiger Anbau an der Giebelseite mit Sandsteingewänden, ursprünglich mit Walmdach - L-förmig angebaute Scheune: Holzkonstruktion verbrettert, Satteldach - Seitengebäude: eineinhalbgeschossig, Erdgeschoss massiv, an der Hofseite späterer Backsteinanbau (kein Denkmal), halbes Obergeschoss verbrettert, Satteldach | 08991159 |
| Direkt Bild zu diesem Denkmal hochladen | Sieben Grenzsteine und ein Mühlstein | Hauptstraße 103 (neben) (Karte) | Bezeichnet mit 1667; 1782; 1818                                                       | Hierher versetzt, ortsgeschichtlich von Bedeutung | 08991211 |
| Direkt Bild zu diesem Denkmal hochladen | Holzbalkendecke und Bohlenstube | Hauptstraße 104 (Karte) | Um 1800                                                                               | Bauhistorisch wertvoll, Decke mit abgefasten Balken | 08991224 |
|                                         | Rathaus | Hauptstraße 106 (Karte) | Mitte 1930er Jahre                                                                    | Zeittypischer Putzbau mit Walmdach, gut proportioniert, bau- und ortsgeschichtlich von Bedeutung. Zweigeschossig, scharrierte Sandsteingewände, dreiachsiger Mittelrisalit mit zentralem Eingang und durchgehenden Sohlbänken im Obergeschoss, Walmdach, Schieferdeckung, über dem Eingang originaler Schriftzug „Rathaus“, Putz untypisch erneuert. | 08991202 |
| Direkt Bild zu diesem Denkmal hochladen | Wohnstallhaus eines Dreiseithofes | Hauptstraße 115 (Karte) | Um 1800                                                                               | Landschaftstypisches Bauernhaus mit Fachwerk-Obergeschoss, baugeschichtlich und straßenbildprägend von Bedeutung. Erdgeschoss massiv, zum Teil verändert, Obergeschoss größtenteils Fachwerk, verputzt, Giebel verbrettert, Satteldach, Schieferdeckung. | 08991158 |
|                                         | Pfarrhaus und Einfriedungsmauer mit Torbogen sowie drei Pforten | Hauptstraße 125 (Karte) | Bezeichnet mit 1804 (Pfarrhaus); bezeichnet mit 1807 (Toreinfahrt)                    | Stattlicher Putzbau mit hohem Mansarddach, bau- und ortsgeschichtlich von Bedeutung. Zweigeschossig, massiv, Sandsteingewände, Eingänge mit flachem Segmentbogen und Schlussstein, überm Eingang „Literis et pieta ti S.“, zweiter Eingang inzwischen Fenster, zum Teil Winterfenster, kräftig profilierte Traufe, Mansarddach, zum Teil Schieferdeckung, zum Teil Biberschwanzdeckung. Einfriedungsmauer teils verputzt, teils steinsichtig, zum Garten kleine Pforte, große rundbogige Durchfahrt mit Schlussstein und zwei seitlichen Pforten mit Korbbogen, Abdeckung mit Biberschwanzkronen. | 08991124 |
| Direkt Bild zu diesem Denkmal hochladen | Wohnhaus (ehemaliges Gefängnis und Försterei) | Hauptstraße 126 (Karte) | 1759                                                                                  | Putzbau mit markantem Mansarddach mit Schopf, bau- und ortsgeschichtlich von Bedeutung. Eingeschossig, massiv, verputzt, Mansarddach mit drei stehenden Gaupen, Schieferdeckung. | 08991173 |
| Weitere Bilder                          | Kirche mit Ausstattung, Kirchhof, Einfriedung mit Torbogen, ein Grabmal und Almosenstein sowie Denkmal für die Gefallenen des Deutsch-Französischen Krieges | Hauptstraße 127 (Karte) | Bezeichnet mit 1738 (Kirche); 1741 (Orgel); 19. Jahrhundert (Almosenstein)            | Auf einer Anhöhe liegende barocke Saalkirche, baugeschichtlich, ortsgeschichtlich und ortsbildprägend von Bedeutung, seit 2019 zugehörig zur Pufferzone des UNESCO-Welterbes Montanregion Erzgebirge/Krušnohoří. - Kirche: verputzter Bruchsteinbau mit Krüppelwalmdach und Gaupen, an der Uhr bezeichnet mit 1738, Westturm mit barockem Helm, Laterne und Wetterfahne, am Eingangsvorbau Grab der Familie von Carlowitz - Mauer: Naturstein, zum Kirchhof zum Teil Grabplatten eingefasst von Pilastern, Torbogen, Torbogen-Stein: „Christ wandle mit Gott durchs Leben zum Tod“ - Almosenstein: Sandstein, ca. 1,30 m oben abgeschrägt, mit Nische, Inschrift „Dieser Stein, ihr Kirchengänger, ist ein Prüfstein Eurer Herzen, Oeffnet Herz und Hand den Armen, Und den Christi Brudern Gottes, Denn das habt ihr Ihm gethan! Habt Acht auf Eure Almosen!“ - Silbermannorgel: zweimanualig, 1741 vollendet, 1840 neuintoniert und in gleichschwebende Stimmung gebracht - Denkmal für die Gefallenen des Deutsch-Französischen Krieges: abgetreppter dreistufiger Aufbau, im oberen Teil Schriftfelder (verwittert), obeliskartiger Aufsatz auf Kugeln mit Ehrenkranz und Inschrift (zum Teil unleserlich), als Bekrönung eine Kugel | 08991126 |
|                                         | Wohnstallhaus | Hauptstraße 132 (Karte) | Um 1800                                                                               | Stattliches Bauernhaus mit Fachwerk-Obergeschoss, baugeschichtlich von Bedeutung. Erdgeschoss massiv, Sandsteingewände erneuert, Obergeschoss zweiriegeliges Fachwerk mit Diagonalstreben, vermutlich neu aufgebaut, Rückseite verbrettert, Fenster mit Sprossung, im Obergeschoss zum Teil Kastenfenster, alle neu, Giebel verbrettert, Traufe profiliert, hohes Krüppelwalmdach, liegende Dachfenster, im Giebel oben untypische Fensterreihung, Schieferdeckung, Haus komplett saniert. | 08991171 |
| Direkt Bild zu diesem Denkmal hochladen | Wohnstallhaus, Seitengebäude und Scheune eines Dreiseithofes sowie Torbogen | Hauptstraße 137 (Karte) | 1. Hälfte 19. Jahrhundert, Kern eventuell älter                                       | In ihrer Struktur erhaltene Hofanlage von bau- und wirtschaftsgeschichtlicher Bedeutung. - Wohnstallhaus: Erdgeschoss massiv, Obergeschoss Fachwerk verkleidet, hohes Mansarddach mit Schopf, Schieferdeckung und Biberschwanzdeckung, zum Teil Biberschwanz-Kronendeckung, liegende Dachfenster, Außenseite mit hölzernem Risalit - Stall: massiv, eingeschossig, hohes Mansarddach mit Schopf, Giebelfeld verbrettert - Scheune: massiv, verputzt, Krüppelwalmdach, zentrale Bergeluke mit Zieraufsatz | 08991170 |
| Direkt Bild zu diesem Denkmal hochladen | Wohnhaus | Hauptstraße 140 (Karte) | Um 1840                                                                               | Regionaltypisches ländliches Wohnhaus mit Fachwerk-Obergeschoss, baugeschichtlich von Bedeutung. Erdgeschoss massiv, verändert, Obergeschoss Holzkonstruktion weitgehend intakt, eine Giebelseite mit zwei liegenden Fenstern, Obergeschoss und Giebel verkleidet, Krüppelwalmdach, Schieferdeckung, zwei liegende Dachfenster. | 08991205 |
|                                         | Denkmal für die Gefallenen des Ersten Weltkrieges | Hauptstraße 142 (neben) (Karte) | 1920er Jahre                                                                          | Blockhafter Sockel mit überlebensgroßer Figur eines knienden Soldaten (Kopie, Original zerstört), ortshistorische Bedeutung. Dreistufiger Treppensockel, Kubusaufsatz „Weltkrieg 1914–1918“, an den Seiten Auflistung der Gefallenen. Der Soldat mit schützender Armhaltung und gesenktem Kopf mit Helm, Einfriedung. | 08991176 |
| Direkt Bild zu diesem Denkmal hochladen | Wohnhaus | Hauptstraße 150 (Karte) | Um 1830                                                                               | Regionaltypischer Bau mit Fachwerk-Obergeschoss, baugeschichtlich von Bedeutung. Erdgeschoss massiv, verändert, Obergeschoss-Fenstergröße ursprünglich, Fachwerk verkleidet, abgeschleppter Anbau, Giebelfeld verschiefert, Krüppelwalmdach, Schieferdeckung, eine Giebelseite massiv, Fenster zugesetzt. | 08991196 |
| Direkt Bild zu diesem Denkmal hochladen | Wohnhaus | Hauptstraße 156 (Karte) | Nach 1800                                                                             | Regionaltypischer Bau mit Fachwerk-Obergeschoss (ohne Anbau), baugeschichtlich von Bedeutung. Erdgeschoss massiv, verändert (Ladeneinbau), Obergeschoss verkleidet, Giebel verkleidet, Satteldach, Schieferdeckung (ehem. Wohnstallhaus). | 08991197 |
| Direkt Bild zu diesem Denkmal hochladen | Häuslerhaus | Hauptstraße 161 (Karte) | 1842                                                                                  | Hochgradig im ursprünglichen Aussehen erhalten, im Ort singulär, bau- und sozialgeschichtlich von Bedeutung. Eingeschossig, massiv, Fenster mit Sprossung, einseitige Schlagläden, hölzerner Türstock, alte Tür, hohes Satteldach, Giebel verbrettert, rückwärtig schmaler, verbretterter Anbau bis ins Dach gezogen (Toilettenauslucht), Schieferdeckung, Dachhecht. | 08991198 |
| Direkt Bild zu diesem Denkmal hochladen | Wohnhaus | Hauptstraße 164 (Karte) | Nach 1800                                                                             | Wohnteil mit Fachwerkobergeschoss, weitgehend im ursprünglichen Aussehen erhalten, mit meingebautem Laden, baugeschichtlich von Bedeutung. - Wohnhausteil: Erdgeschoss massiv, Türgewände Sandstein, Obergeschoss Fachwerk verbrettert, Doppelfenster, kleine Schlagläden - zweiachsiger Ladenanbau: massiv, eineinhalbgeschossig, Türöffnungen mit Segmentbogen, kleine Winterfenster im Obergeschoss, Giebelseite Sandsteingewände, Fenster mit Sprossung, erneuert, durchgehendes Satteldach, Schieferdeckung | 08991199 |
| Direkt Bild zu diesem Denkmal hochladen | Wohnstallhaus, Seitengebäude, Scheune und weiteres Seitengebäude eines Vierseithofes sowie zwei Torpfeiler | Hauptstraße 169 (Karte) | Ende 19. Jahrhundert                                                                  | In seiner Struktur erhaltener Vierseithof, einer der wenigen im Ort, bau- und wirtschaftsgeschichtlich von Bedeutung. - Wohnstallhaus: zweigeschossig, massiv, profilierte Gewände, Putzbänder, Satteldach, Schieferdeckung - Stall: eingeschossig, Drempel, Putzgliederung, Öffnungen zum Teil verändert, zentraler Dacherker (Taubenschlag), Satteldach, Schieferdeckung - Scheune: Segmentbogentore, Putzbau mit Gliederung, im Giebel Zwillingsfenster mit Rundbogen, Satteldach - kleines Seitengebäude: eingeschossiger Putzbau mit flachem Pultdach - Pfeiler: quadratisch, Backstein, pyramidaler Abschluss mit Kugelbekrönung | 08991207 |
| Direkt Bild zu diesem Denkmal hochladen | Wohnstallhaus | Hauptstraße 182 (Karte) | Kern 18. Jahrhundert                                                                  | Regionaltypisches Bauernhaus mit Fachwerk-Obergeschoss, exponierte Lage, baugeschichtlich von Bedeutung. L-förmiger Grundriss, Erdgeschoss massiv, Obergeschoss Fachwerk, Rückseite zweiriegelig, sonst verbrettert oder verkleidet, Vorbau zur Straße mit massiver Giebelseite, Giebelfeld auch verkleidet, zum Teil Fenster mit Sprossung, Satteldach. | 08991208 |
| Direkt Bild zu diesem Denkmal hochladen | Landwarenhaus | Hauptstraße 190 (neben) (Karte) | Nach 1900                                                                             | Breitgelagerter Backsteinbau mit verbrettertem Drempel im Stil der Bahnhofsarchitektur, ortsgeschichtlich und straßenbildprägend von Bedeutung, seit 2019 zugehörig zur Pufferzone des UNESCO-Welterbes Montanregion Erzgebirge/Krušnohoří. Natursteinsockel, Eingänge und Fenster mit Segmentbogen, Gewände durch hervorgezogene Backsteinquader plastisch gestaltet, Mittelrisalit mit Giebel, Drempel an der Traufseite verbrettert, am Giebel mit Preußischem Fachwerk, flaches Satteldach mit Dachüberstand. | 08991186 |
| Weitere Bilder                          | Empfangsgebäude und Wirtschaftsgebäude des Bahnhofs sowie benachbartes Lagerhaus (BHG) | Hauptstraße 192, 194 (Karte) | 1889–1890 (Empfangsgebäude); 1889 (Wirtschaftsgebäude); um 1960 (BHG)                 | Backsteinbauten kombiniert mit verbretterten Zonen an der Bahnstrecke Berthelsdorf–Großhartmannsdorf (6616; sä. BGh), eisenbahngeschichtlich, ortsgeschichtlich und straßenbildprägend von Bedeutung, seit 2019 zugehörig zur Pufferzone des UNESCO-Welterbes Montanregion Erzgebirge/Krušnohoří. - Bahnhof: Natursteinsockel, Erdgeschoss Backstein, profilierte Sandsteingewände, hölzerne Vorbauten und Gurtgesims mit Zahnschnitt, Obergeschoss verbrettert, profilierte Gewände mit Verdachung, Satteldach, Schieferdeckung, eingeschossiger Anbau, Backstein mit Segmentbogentoren, zum Teil zugesetzt, Rampe, flaches Satteldach mit Verdachung, Schieferdeckung - Güterabfertigungsgebäude: Natursteinsockel, Erdgeschoss Backstein, Obergeschoss verbrettert, Fenster mit Sprossung, flaches Satteldach - kleines Nebengebäude: eingeschossiger Backstein, hölzerner Anbau, flaches Satteldach, teilweise verändert | 08991187 |
| Direkt Bild zu diesem Denkmal hochladen | Häuslerhaus | Hauptstraße 200 (Karte) | 1. Hälfte 19. Jahrhundert                                                             | In der Konstruktion erhaltene Holzbauweise im Obergeschoss, bau- und sozialgeschichtlich von Bedeutung. Erdgeschoss massiv, geglättet, Obergeschoss Fachwerk, teils verbrettert, teils verputzt, abgeschleppter Anbau, Satteldach, Schieferdeckung. | 08991193 |
| Direkt Bild zu diesem Denkmal hochladen | Wohnhaus | Hauptstraße 205 (Karte) | Um 1800                                                                               | Regionaltypischer Wohnbau mit Fachwerk-Obergeschoss, baugeschichtlich von Bedeutung. Erdgeschoss massiv, Winterfenster, Eingang mit Sandsteingewänden, Obergeschoss Fenster ursprüngliche Größe, verbrettert, Satteldach. | 08991209 |
| Direkt Bild zu diesem Denkmal hochladen | Wohnhaus (ohne rückwärtigen Anbau) | Hauptstraße 216 (Karte) | 2. Hälfte 19. Jahrhundert                                                             | Mit landschaftstypischem Fachwerk-Obergeschoss, späterer Ladeneinbau, baugeschichtlich von Bedeutung, seit 2019 zugehörig zur Pufferzone des UNESCO-Welterbes Montanregion Erzgebirge/Krušnohoří. Erdgeschoss massiv, stark verändert durch breite Schaufenster, Obergeschoss verkleidet, Giebel ebenfalls, Satteldach, Schieferdeckung, ein liegendes Dachfenster. | 08991210 |
| Direkt Bild zu diesem Denkmal hochladen | Wohnhaus | Hauptstraße 235 (Karte) | Ende 18. Jahrhundert                                                                  | Stattlicher Wohnbau mit Fachwerk-Obergeschoss, baugeschichtlich und straßenbildprägend von Bedeutung. Erdgeschoss massiv, zum Teil verändert, massiver Eingangsvorbau, Obergeschoss Fachwerk, Giebelseite verkleidet, Straßenseite aufgebrettert, hohes Krüppelwalmdach mit kurzem Schopf, Rückseite mit Bergeluke mit vorstehendem Satteldach. | 08991188 |
| Direkt Bild zu diesem Denkmal hochladen | Seitengebäude eines Hakenhofes | Hauptstraße 237 (Karte) | Ende 19. Jahrhundert                                                                  | Regionaltypisches landwirtschaftliches Gebäude mit verbrettertem Obergeschoss, bedeutsam durch seine straßenbildprägende Lage am Ortseingang. Erdgeschoss massiv, verbretterter Anbau, Obergeschoss verbrettert, Fenster mit Sprossung, Satteldach, im Giebel Ladeluke, rückwärtiger Giebel abgewalmt, Schieferdeckung. | 08991189 |
| Weitere Bilder                          | Herrenhaus des Rittergutes Großhartmannsdorf | Hofbuschweg 1 (Karte) | 1. Hälfte 16. Jahrhundert                                                             | Mächtiger Renaissancebau mit Sitznischenportal und späterem Mansarddach sowie Reste originaler Ausstattung, beherbergt Sammlung zur sächsischen Geschichte, bau-, kunst- und ortsgeschichtlich von Bedeutung. Zweigeschossiger massiver Bau, an Nordseite Treppenturm und Sitznischenportal, im Keller Tonnengewölbe, Erdgeschoss und Obergeschoss mit großen Dielen, Kreuzgratgewölbe, Stuckdecken, Holzkassettendecken, Ausstattung aus dem 18. und 19. Jahrhundert, Mansarddach mit Biberschwanzdeckung. | 08991177 |
| Direkt Bild zu diesem Denkmal hochladen | Zwei Gedenktafeln zum Wiederaufbau des Rittergutes Großhartmannsdorf | Hofbuschweg 5 (Karte) | Nach 1775; nach 1848                                                                  | Ortsgeschichtlich von Bedeutung. Zwei Gedenktafeln aus Sandstein, in Gebäudemauer eingelassen, eine für Hans Carl August von Carlowitz (1775), die andere für Paul Emil von Carlowitz (1848). | 08991178 |
| Direkt Bild zu diesem Denkmal hochladen | Gutsverwalterhaus (Nr. 8) und Wirtschaftsgebäude (Nr. 9) des Rittergutes Hartmannsdorf | Hofbuschweg 8, 9 (Karte) | Vermutlich 18. Jahrhundert                                                            | Bau- und ortsgeschichtlich von Bedeutung. Zweigeschossig, massiv, zwei Baukörper, Reste von Sandsteingewänden, einige Kreuzstockfenster. Nummer 9 mit Satteldach, zum Teil Biberschwanzdeckung. Nummer 8 Krüppelwalmdach, Biberschwanzdeckung, einzelne Winterfenster, Holztraufe. | 08991206 |
| Direkt Bild zu diesem Denkmal hochladen | Wohnstallhaus | Lohsen 3 (Karte) | 1826                                                                                  | Kleines Bauernhaus mit verbrettertem Fachwerk-Obergeschoss, weitgehend im ursprünglichen Aussehen erhalten, baugeschichtlich von Bedeutung. Erdgeschoss massiv, offenes Wetterhäuschen mit Walmdach, Obergeschoss-Fenster in originaler Größe mit schlichter Zierverdachung, Fenster mit Sprossung, Obergeschoss und Giebelfelder verbrettert, Satteldach, Schieferdeckung. | 08991185 |
| Direkt Bild zu diesem Denkmal hochladen | Wohnhaus | Muldaer Straße 17 (Karte) | Um 1800                                                                               | Intakte Fachwerk-Konstruktion im Obergeschoss, baugeschichtlich von Bedeutung. Erdgeschoss massiv, verändert, Obergeschoss zweiriegeliges Fachwerk mit Eckstreben, Giebel verkleidet, Satteldach, Schieferdeckung. | 08991200 |
| Direkt Bild zu diesem Denkmal hochladen | Wohnstallhaus | Neuwaltersdorfer Straße 2 (Karte) | 1. Hälfte 19. Jahrhundert                                                             | Einfaches Beispiel ländlicher Wohn- und Lebensweise mit Fachwerk-Obergeschoss (ohne Anbau), baugeschichtlich von Bedeutung. Erdgeschoss massiv, geglättet, Obergeschoss Längsseiten Fachwerk verkleidet, Giebelseite massiv, Fenster mit Sprossung, zum Teil Winterfenster, Satteldach, Schieferdeckung (Rückseite). | 08991142 |
| Direkt Bild zu diesem Denkmal hochladen | Wohnstallhaus und Scheune eines Zweiseithofes | Neuwaltersdorfer Straße 4 (Karte) | Mitte 19. Jahrhundert                                                                 | Landschaftstypische Hofanlage mit Fachwerk, bau- und wirtschaftsgeschichtlich von Bedeutung. - Wohnstallhaus: Erdgeschoss massiv, verändert, Obergeschoss Längsseiten Fachwerk verkleidet, Giebelseiten massiv, rückwärtiger Anbau, Aborterker, Satteldach, Schieferdeckung - Scheune: weitgehend Holzkonstruktion, verbrettert, Satteldach, Schieferdeckung | 08991141 |
| Direkt Bild zu diesem Denkmal hochladen | Wohnstallhaus und Scheune eines Zweiseithofes | Neuwaltersdorfer Straße 5 (Karte) | Mitte 19. Jahrhundert (Wohnstallhaus); 1. Hälfte 20. Jahrhundert (Scheune)            | Weitgehend in ursprünglichem Aussehen erhaltener Hof in Holzbauweise, bau- und wirtschaftsgeschichtlich von Bedeutung. - Wohnstallhaus: Erdgeschoss massiv, Sandsteingewände, zweiflügelige alte Tür, Obergeschoss zweiriegeliges Fachwerk, Fenster mit Sprossung, Bergetür, Giebelseiten verbrettert, Satteldach, zweite Längsseite verkleidet - Scheune: Holzkonstruktion, verbrettert, Satteldach | 08991140 |
| Direkt Bild zu diesem Denkmal hochladen | Transformatorenturm der Umspannstelle Neuwaltersdorf | Neuwaltersdorfer Straße 22 (neben) (Karte) | 1953                                                                                  | In den frühen 1950er Jahren erbaut, eventuell Serienbauwerk des VVB Energiebezirk Ost, von regional- und versorgungsgeschichtlicher sowie technik- und baugeschichtlicher Bedeutung. Quadratischer Grundriss, Erdgeschoss Natursteinquader, Obergeschoss verputzt, spitzes Satteldach. Der Transformatorenturm wurde 1953 im Auftrag des VVB Energiebezirk Ost, Betriebsdirektion Ost, durch den Kreisbaubetrieb Freiberg als „Umspannstelle Neuwaltersdorf“ errichtet. Es handelt sich bei dem durch den Heimatstil und die Architektur der 1930er Jahre stark geprägten Bauwerk möglicherweise um einen Typenbau des Auftraggebers, der sich durch seine Gestaltung mit hohem Bruchsteinsockel, verputztem Obergeschoss und einem landschaftstypischen Satteldach gut in das Dorfbild einfügt. Der Denkmalwert des Transformatorenturmes ergibt sich neben seiner Bedeutung für die Versorgungsgeschichte Großhartmannsdorfs auch aus seinem technikgeschichtlichen und baugeschichtlichen Wert. | 08991143 |
| Direkt Bild zu diesem Denkmal hochladen | Hydrant | Schulsiedlung 19 (Karte) | Anfang 20. Jahrhundert                                                                | Technikgeschichtlich von Bedeutung. Gusseisern, mit historischem Beschlagwerkornament, zwei seitliche Schlauchanschlüsse, zentrales Ventil unter dekorativer Zierhaube, „Carl Jensen Freiberg“, ca. 80 cm hoch. | 08991175 |
|                                         | Revierwasserlaufanstalt (Sachgesamtheit) | Zehntel (Karte) | 16.–18. Jahrhundert                                                                   | Sachgesamtheit Revierwasserlaufanstalt, umfangreiches bergbauwasserwirtschaftliches System bestehend aus Kunstteichen einschließlich der zugehörigen baulichen und technischen Anlagen, Kunstgräben einschließlich aller Schütze, Abschläge und Gewölbebrücken, Röschen einschließlich ihrer Mundlöcher, Stolln sowie zugehörige Halden, Markierungs- und Grenzsteine in den Gemeinden Brand-Erbisdorf (siehe 09306334), Freiberg (Ortsteil Zug, siehe 09306330), Großhartmannsdorf (Ortsteile Großhartmannsdorf, Mittelsaida und Obersaida, siehe 08991218, 09305286 und 09305289), Lichtenberg/Erzgeb. (Ortsteile Müdisdorf und Weigmannsdorf, siehe 09305224 und 09305223), Mulda/Sa. (Ortsteile Helbigsdorf und Zethau, siehe 09306187 und 09305335), Neuhausen/Erzgeb. (Ortsteile Cämmerswalde, Dittersbach und Neuhausen/Erzgeb., siehe 09305367, 09305361 und 09305356), Pfaffroda (Ortsteile Dittmannsdorf, Dörnthal, Haselbach und Pfaffroda, siehe 09306333, 09306332, 09306331 und 09206739), Sayda (Ortsteile Sayda und Ullersdorf, siehe 09304805 und 09304806) und Weißenborn/Erzgeb. (Ortsteil Berthelsdorf/Erzgeb., siehe 09306329), darunter im Ortsteil Großhartmannsdorf die Einzeldenkmale: - Teilstück der Obersaidaer Rösche einschließlich Mundloch, Oberer Großhartmannsdorfer Teich einschließlich Einlaufkanal, Teichdamm, zweier Striegelhäuser und Überlauf mit Abzugsgraben der Obermühle sowie Teilstück des Kohlbach Kunstgrabens mit Dorfbachschütz und Grenzstein (siehe 09306321) - Kohlbach Kunstgraben mit einem Schütz, mit allen zugehörigen Gewölbebrücken und Röschen sowie zwei Röschenmundlöcher (siehe 09304684) - Verbindungsgraben, Mittlerer Großhartmannsdorfer Teich einschließlich Teichdamm, Überlauf, zugehöriger Fußgängerbrücke, Flutentlastungsrösche, Striegelhaus mit Grundablass, zugehörigem Mundloch und anschließendem Abzugsgraben sowie vier Grenzsteine (siehe 09306320) - Teichhaus, Unterer Großhartmannsdorfer Teich einschließlich Teichdamm, Mühlenstriegel mit Mühlenrösche, Grundablassstriegel mit Abzugsrösche, Überlauf mit Schützanlage und Fußgängerbrücke, Turbinenstriegel mit Turbinenrösche, Altem Rundstriegel und Fischhälter sowie Teilstück des Müdisdorfer Kunstgrabens und Fischteich (siehe 09306198) - Niedere Teichmühle mit Mühlenwohnhaus, Seitengebäude (Mühlengebäude) und Mühlgraben (Kunstgraben) einschließlich Uferstützmauern und Gewölbebrücken (siehe 08991180) - Zethauer Kunstgraben einschließlich aller Abschläge bzw. Schütze, Gewölbebrücken und einer Rösche einschließlich Röschenmundloch (siehe 09306186) Landschaftsbildprägende Bestandteile eines umfangreichen Systems der bergmännischen Wasserwirtschaft zur Versorgung des Freiberger Bergbaus mit Aufschlagwasser, bergbaugeschichtlich und ortsgeschichtlich von besonderer Bedeutung, seit 2019 zugehörig zur Kernzone und Pufferzone des UNESCO-Welterbes Montanregion Erzgebirge/Krušnohoří. | 08991218 |
| Weitere Bilder                          | Teichhaus, Kunstteich einschließlich Teichdamm (Unterer Großhartmannsdorfer Teich, Laichteich), Mühlenstriegel mit Mühlenrösche, Grundablassstriegel mit Abzugsrösche, Überlauf mit Schützanlage und Fußgängerbrücke, Turbinenstriegel mit Turbinenrösche, Altem Rundstriegel und Fischhälter sowie Teilstück des Müdisdorfer Kunstgrabens und Fischteich (Einzeldenkmale der Sachgesamtheit 08991218) | Zehntel (Karte) | 1524 Ersterwähnung (Teich); 1692 (Teichhaus); bezeichnet mit 1892 (Fußgängerbrücke)   | Einzeldenkmale der Sachgesamtheit Revierwasserlaufanstalt; landschaftsbildprägende Bestandteile eines umfangreichen Systems der bergmännischen Wasserwirtschaft zur Versorgung des Freiberger Bergbaus mit Aufschlagwasser, bergbau- und ortsgeschichtlich von besonderer Bedeutung, zudem Zeugnisse der lokalen Fischwirtschaft, seit 2019 zugehörig zur Kernzone und Pufferzone des UNESCO-Welterbes Montanregion Erzgebirge/Krušnohoří | 09306198 |
| Direkt Bild zu diesem Denkmal hochladen | Straßenbrücke über den Großhartmannsdorfer Bach | Zehntel (Karte) | Bezeichnet mit 1818                                                                   | Bogenbrücke aus Naturstein, verkehrsgeschichtlich von Bedeutung, seit 2019 zugehörig zur Kernzone des UNESCO-Welterbes Montanregion Erzgebirge/Krušnohoří. Bogenbrücke aus Naturstein, Brüstungen mit Abdeckplatten, auf der Südseite Schlussstein bezeichnet mit 1818 (?), Brücke am Übergang vom Überlauf des Unteren Großhartmannsdorfer Teiches zum Großhartmannsdorfer Bach. | 08991179 |
| Direkt Bild zu diesem Denkmal hochladen | Hydrant | Zehntel 1 (vor) (Karte) | Anfang 20. Jahrhundert                                                                | Technikgeschichtlich von Bedeutung. Gusseisern, ca. 80 cm hoch, mit historischem Beschlagwerkornament, zwei seitliche Schlauchanschlüsse, zentrales Ventil unter dekorativer Zierhaube. | 08991194 |
| Direkt Bild zu diesem Denkmal hochladen | Spritzenhaus | Zehntel 2 (gegenüber) (Karte) | 1837                                                                                  | Kleiner Putzbau mit markantem Krüppelwalmdach, ortshistorische Bedeutung. Moderner Putz, erneuertes Tor, hölzerne Traufe, Giebel verbrettert mit Luke, Krüppelwalmdach, Biberschwanzdeckung, insgesamt saniert, bis 1930 als Spritzenhaus genutzt. | 08991195 |
| Direkt Bild zu diesem Denkmal hochladen | Wohnhaus | Zehntel 6 (Karte) | Um 1800                                                                               | Landschaftstypisch mit Fachwerk im Obergeschoss, baugeschichtlich von Bedeutung. Erdgeschoss massiv, verändert (in Stallteil Garage), eine Giebelseite massiv, sonst Fachwerk, verkleidet, bzw. verbrettert, Satteldach. | 08991192 |
| Direkt Bild zu diesem Denkmal hochladen | Wohnstallhaus | Zehntel 9 (Karte) | Um 1800                                                                               | Landschaftstypisch mit Fachwerk im Obergeschoss (ohne Anbau), baugeschichtlich von Bedeutung. Erdgeschoss massiv und Giebelseiten massiv, Fenster mit Sprossung und Winterfenster, Sandsteingewände, Traufseite Obergeschoss Fachwerk verkleidet, Giebel Fachwerk verkleidet, Satteldach, Schieferdeckung. | 08991191 |
| Direkt Bild zu diesem Denkmal hochladen | Wohnstallhaus | Zehntel 21 (Karte) | 1. Hälfte 19. Jahrhundert                                                             | Bauernhaus mit regionaltypischem Fachwerk-Obergeschoss, baugeschichtlich von Bedeutung. Erdgeschoss massiv, geglättet, Garageneinbauten im Stallteil, Obergeschoss mit zweiriegeligem Fachwerk, Diagonalstreben, Giebelseiten verkleidet, Satteldach, Schieferdeckung (Solaranlage). | 08991182 |
| Direkt Bild zu diesem Denkmal hochladen | Hydrant | Zehntel 28 (vor) (Karte) | Nach 1900                                                                             | Technikgeschichtlich von Bedeutung. Gusseisern, ca. 80 cm hoch, mit historischem Beschlagwerkornament, zwei seitliche Schlauchanschlüsse, zentrales Ventil unter dekorativer Zierhaube. | 08991183 |
| Direkt Bild zu diesem Denkmal hochladen | Wohnhaus | Zehntel 32 (Karte) | 1. Hälfte 19. Jahrhundert                                                             | Schlichtes ländliches Wohnhaus, zum Teil Fachwerk im Obergeschoss, zeittypische Kubatur, baugeschichtlich von Bedeutung. Hakengrundriss, zweigeschossig, massiv, eine Traufseite Sichtfachwerk mit Bergetür, Fenster mit Sprossung, Satteldach, am Straßengiebel mit Oculus. | 08991184 |
| Direkt Bild zu diesem Denkmal hochladen | Wohnstallhaus | Zehntel 50 (Karte) | 1836                                                                                  | Landschaftstypisches Bauernhaus mit verbrettertem Fachwerkobergeschoss, teils massiv, baugeschichtlich von Bedeutung. Erdgeschoss massiv, Obergeschoss zum Teil auch, vorderer Teil Obergeschoss Fachwerk verbrettert, Fenster mit Sprossung, Satteldach, Schieferdeckung. | 08991144 |
| Weitere Bilder                          | Niedere Teichmühle: Mühlenwohnhaus, Seitengebäude (Mühlengebäude) und Mühlgraben (Kunstgraben) einschließlich Uferstützmauern und Gewölbebrücken (Einzeldenkmale der Sachgesamtheit 08991218) | Zehntel 56 (Karte) | 2. Hälfte 19. Jahrhundert, Kern älter                                                 | Einzeldenkmale der Sachgesamtheit Revierwasserlaufanstalt; bildprägendes Ensemble am Unteren Großhartmannsdorfer Teich, im Kontext der Revierwasserlaufanstalt stehend, von technikgeschichtlicher, bergbaugeschichtlicher und ortshistorischer Bedeutung, seit 2019 zugehörig zur Kernzone und Pufferzone des UNESCO-Welterbes Montanregion Erzgebirge/Krušnohoří. - Mühlenwohnhaus: zweigeschossiger Putzbau mit Satteldach, komplett saniert - Seitengebäude (Mühlgebäude): zweigeschossig, Erdgeschoss Naturstein, Obergeschoss und Drempel verbrettert, Erker über den Mühlgraben, Fenster mit Sprossung, flaches Satteldach - Mühlgraben (auch als Mühl- und Teichgraben bezeichnet): beginnt am Ende der Mühlenrösche (Zuflussregulierung aus dem Unteren Großhartmannsdorfer Teichdurch den sogenannten Mühlenstriegel, siehe 09306198), seitlich mittels Trockenmauerwerk befestigt, bis zur Gewölbebrücke offener Kunstgraben, nachfolgend mit Betonplattenabdeckung (teils zusätzlich mit Holzschwarten belegt), weitere Gewölbebrücken im Grabenverlauf, mündet in den Müdisdorfer Kunstgraben (siehe 09306198) | 08991180 |

## Mittelsaida
| Bild                                    | Bezeichnung | Lage | Datierung | Beschreibung | ID       |
| --------------------------------------- | --- | --- | --- | --- | -------- |
| Weitere Bilder                          | Sachgesamtheitsbestandteil der Revierwasserlaufanstalt im Ortsteil Mittelsaida mit Einzeldenkmalen | (Flurstücke 811, 522a, 810, 809, 554, 571b, 571a, 572a, 780, 604, 796, 780a,798, 780b, 774, 780c, 17, 295, 251/4, 301, 298a, 928f, 298c, 298d, 299/1, 301a, 300/1, 301/1, 301/2) (Karte)                       | 16.–18. Jahrhundert | Sachgesamtheitsbestandteil der Revierwasserlaufanstalt im Ortsteil Mittelsaida mit den Einzeldenkmalen: Haselbacher Rösche mit Mundloch, Teilstück des Unteren Dörnthaler Kunstgrabens einschließlich aller Gewölbebrücken, Teilstück des Obersaidaer Kunstgrabens mit Schütz, Abschlag und allen Gewölbebrücken, Teilstück der Obersaidaer Rösche (siehe 08991216), Untere Lichtlochhalde (siehe 08991214) sowie Obere Lichtlochhalde (siehe 08991215); landschaftsbildprägende Bestandteile eines umfangreichen Systems der bergmännischen Wasserwirtschaft zur Versorgung des Freiberger Bergbaus mit Aufschlagwasser, bergbau- und ortsgeschichtlich von besonderer Bedeutung (siehe auch 08991218), seit 2019 zugehörig zur Kernzone und Pufferzone des UNESCO-Welterbes Montanregion Erzgebirge/Krušnohoří | 09305286 |
| Weitere Bilder                          | Haselbacher Rösche mit Mundloch, Teilstück des Unteren Dörnthaler Kunstgrabens einschließlich aller Gewölbebrücken, Teilstück des Obersaidaer Kunstgrabens mit Schütz, Abschlag und allen Gewölbebrücken, Teilstück der Obersaidaer Rösche (Einzeldenkmale der Sachgesamtheit 09305286) | (Flurstücke 811, 522a, 810, 809, 554, 571b, 571a, 572a, 780, 604, 796, 780a, 798, 780b, 774, 780c, 17, 295, 251/4, 301, 298a, 928f, 298c, 298d, 299/1, 301a, 300/1, 301/1, 301/2, 572d, 809, 810, 811) (Karte) | 1606–1607 (Kunstgraben); 1603–1607 (Obersaidaer Rösche); 1786–1796 (Haselbacher Rösche)                                        | Einzeldenkmale der Sachgesamtheit Revierwasserlaufanstalt; landschaftsbildprägende Bestandteile eines umfangreichen Systems der bergmännischen Wasserwirtschaft zur Versorgung des Freiberger Bergbaus mit Aufschlagwasser, bergbau- und ortsgeschichtlich von besonderer Bedeutung, seit 2019 zugehörig zur Kernzone und Pufferzone des UNESCO-Welterbes Montanregion Erzgebirge/Krušnohoří. Zwei Abschnitte des Systems der Revierwasserlaufanstalt auf Mittelsaidaer Flur, beginnend mit einem Teilstück der Haselbacher Rösche und dem anschließenden Unteren Dörnthaler Kunstgraben, nachfolgende Teilstücke befinden sich auf Obersaidaer Flur (Ende des Unteren Dörnthaler Kunstgrabens, Obersaidaer Teich, Anfang des Obersaidaer Kunstgrabens), Anschluss des Obersaidaer Kunstgrabens bis zur Obersaidaer Rösche wieder auf Mittelsaidaer Flur. - Haselbacher Rösche mit Mundloch: 1786–1796 angelegt, 1161 m lange unterirdische Weiterführung des Oberen Dörnthaler Kunstgrabens (siehe 08991216) auf Mittelsaidaer Flur, beginnt auf Haselbacher Flur (siehe 09205474), Zustand des nördlichen Mundlochs noch nicht überprüft (Stand 2015) - Obersaidaer Kunstgraben: 1603–1607 angelegt, ca. 2 km lang, beginnend am Obersaidaer Teich (siehe 08991217), unmittelbar danach von links Einleitung des Unteren Dörnthaler Kunstgrabens, endet an der Obersaidaer Rösche, überwiegend mit Betonplatten abgedeckter Kunstgraben, teilweise verröscht - Obersaidaer Rösche: 1603–1607 angelegt, 910 m lange Unterführung des Obersaidaer Kunstgrabens unter einen Höhenrücken zwischen Saidenbachtal und dem Großhartmannsdorfer Tal, beginnend auf Mittelsaidaer Flur, dann sehr kurzes Teilstück auf Obersaidaer Flur (siehe 08991217) und Ausmündung auf Großhartmannsdorfer Flur am Oberen Großhartmannsdorfer Teich (siehe 09306321), im Gegenortbetrieb aufgefahren – hiervon zeugen zwei Halden der zugehörigen Lichtlocher auf Mittelsaidaer Flur (Untere Lichtlochhalde siehe 08991214, Obere Lichtlochhalde siehe 08991215), ein Markierungsstein, der den untertägigen Verlauf der Rösche im Gelände markierte, hat sich auf Obersaidaer Flur – vom ursprünglichen Ort leicht versetzt – ebenfalls erhalten (siehe 08991139) | 08991216 |
| Direkt Bild zu diesem Denkmal hochladen | Obere Lichtlochhalde (Einzeldenkmal der Sachgesamtheit 09305286) | (Flurstück 300/1) (Karte) | 1603–1607 | Einzeldenkmal der Sachgesamtheit Revierwasserlaufanstalt; Zeugnis der Auffahrung der Obersaidaer Rösche, markiert obertägig sichtbar den Verlauf dieser Rösche, landschaftsbildprägendes Bestandteil eines umfangreichen Systems der bergmännischen Wasserwirtschaft zur Versorgung des Freiberger Bergbaus mit Aufschlagwasser, bergbau- und ortsgeschichtlich von besonderer Bedeutung, seit 2019 zugehörig zur Kernzone des UNESCO-Welterbes Montanregion Erzgebirge/Krušnohoří | 08991215 |
| Direkt Bild zu diesem Denkmal hochladen | Untere Lichtlochhalde (Einzeldenkmal der Sachgesamtheit 09305286) | (Flurstück 301a) (Karte) | 1603–1607 | Einzeldenkmal der Sachgesamtheit Revierwasserlaufanstalt; Zeugnis der Auffahrung der Obersaidaer Rösche, markiert obertägig sichtbar den Verlauf dieser Rösche, landschaftsbildprägendes Bestandteil eines umfangreichen Systems der bergmännischen Wasserwirtschaft zur Versorgung des Freiberger Bergbaus mit Aufschlagwasser, bergbau- und ortsgeschichtlich von besonderer Bedeutung, seit 2019 zugehörig zur Kernzone des UNESCO-Welterbes Montanregion Erzgebirge/Krušnohoří | 08991214 |
| Direkt Bild zu diesem Denkmal hochladen | Felsenkeller | (Flurstück 128/1) (Karte) | Bezeichnet mit 1836 | Bestandteil der ehemaligen Ritterguts-Brauerei, von ortshistorischer Bedeutung. Stollen 30–35 m lang, 2,5 m hoch, Eintritt viereckig gemauert mit Ziegel, an der Ortsbrust (Ende des Stollens) bezeichnet mit „1836 S. A.“, diente zu Kriegszeiten als Luftschutzkeller. | 08991163 |
| Direkt Bild zu diesem Denkmal hochladen | Gedenkstein (Baldauf-Blitz-Stein) | (Flurstück 801) (Karte) | Nach 1920 | Gedenkstein für Oswin Richard Baldauf, der hier vom Blitz erschlagen wurde, ortshistorische Bedeutung | 08991225 |
| Direkt Bild zu diesem Denkmal hochladen | Wohnstallhaus | Am Saidenbach 28 (Karte) | Laut Auskunft um 1700 | Regionaltypisches ländliches Wohnhaus mit Fachwerk-Obergeschoss, baugeschichtlich von Bedeutung. Erdgeschoss massiv, späterer Eingangsvorbau, Obergeschoss zweiriegeliges Fachwerk mit Eckstreben, aufgebrettert (Fachwerk darunter erhalten), Fenster erneuert, Giebelseiten verkleidet, Satteldach, Schieferdeckung. | 08991119 |
| Direkt Bild zu diesem Denkmal hochladen | Sowjetisches Ehrenmal | Eppendorfer Straße (Karte) | Nach 1945 | Begräbnisort von zwei Kriegstoten, ortsgeschichtlich von Bedeutung. Doppelgrabanlage, in der Mitte ca. 80 cm hoher grob behauener roter Granit mit Sternaufsatz, Inschrift „Ehrendes Gedenken den Helden der Sowjetarmee“. | 08991168 |
| Direkt Bild zu diesem Denkmal hochladen | Grabstein für Oswin Richard Baldauf | Eppendorfer Straße (Karte) | Nach 1920 | Wurde am 26. Mai 1920 vom Blitz erschlagen (vgl. Blitzstein 08991225), ortsgeschichtlich von Bedeutung. Granitstein mit polierter Schrifttafel. | 08991167 |
| Weitere Bilder                          | Wehrkirche und Kirchhof Mittelsaida (Sachgesamtheit) | Eppendorfer Straße (Karte) | 15.–19. Jahrhundert | Sachgesamtheit Wehrkirche und Kirchhof Mittelsaida mit folgenden Einzeldenkmalen: Kirche mit Ausstattung, 13 Grabmale, Denkmal für die Gefallenen des Deutsch-Französischer Krieges, Bismarckdenkmal und Kirchhofseinfriedung (siehe 08991118), den Kirchhof umgebender Lindenring (Gartendenkmal) sowie Kirchhof als Sachgesamtheitsteil; eine der wenigen in Sachsen erhaltenen Wehrkirchen, bau-, kunst- und siedlungsgeschichtlich von Bedeutung | 09305638 |
| Weitere Bilder                          | Wehrkirche Mittelsaida mit Ausstattung, Kirchhof, 13 Grabmale, Denkmal für die Gefallenen des Deutsch-Französischer Krieges, Bismarckdenkmal und Kirchhofseinfriedung (Einzeldenkmale der Sachgesamtheit 09305638)                                                                      | Eppendorfer Straße (Karte) | 1434 (Kirche); Ende 16.–Ende 17. Jahrhundert (mehrere Grabdenkmäler); 17. Jahrhundert (Kanzelaltar und Taufe); 1723/24 (Orgel) | Einzeldenkmale der Sachgesamtheit Wehrkirche und Kirchhof Mittelsaida; eine der wenigen in Sachsen erhaltenen Wehrkirchen, bau-, kunst- und siedlungsgeschichtlich von Bedeutung. - Kirche: Putzbau mit Wehrgang, Satteldach verschiefert, Dachreiter, Uhrenaufsatz, barocke Innenausstattung, Eingangsvorbau bezeichnet mit 1805 - Mauer: Naturstein, mehrere Zugänge mit erneuerten Toren, auf den Pfeilern zum Pfarrhaus zwei kniende Engel - Bismarckdenkmal: zweistufiger Sockel aus Granitquadern, ca. 1 m hoher, konisch zulaufender, grob behauener Granit mit Porträtmedaillon - Kriegerdenkmal dt./frz. Krieg: abgestufter Sockel, ca. 1,50 m hoher Aufbau mit Profilen und zurückgesetzten Spiegeln, Inschrift „Für frühen Tod Lohn dort Euch Gott“, auf der Rückseite „C. W. Hauk/Mitgl. d. hies. Mil.-Ver. fiel b. St. Privat datiert 18. Aug. 1870./C. G. Zoeppel fiel b. Sedan, datiert 1. Sept. 1870.“, obeliskartiger Aufsatz mit Helm, Schwertern und Eichenkranz mit Kreuz - dreizehn Grabmale: aus dem 18. Jahrhundert und der ersten Hälfte des 19. Jahrhunderts auf dem Kirchhof, Inschriften zum Teil stark angewittert | 08991118 |
| Direkt Bild zu diesem Denkmal hochladen | Wohnstallhaus und Scheune | Eppendorfer Straße 9 (Karte) | Um 1880 | Zeittypisches massives Bauernhaus mit weitgehend intaktem Wand-Öffnungs-Verhältnis, bau- und wirtschaftsgeschichtlich von Bedeutung. - Wohnstallhaus: zweigeschossig, Fenster mit Sprossung, Giebel mit Zwillings-Rundbogenfenster, Satteldach - Scheune: weitgehend Holzkonstruktion, verbrettert, eineinhalbgeschossig, Satteldach | 08991219 |
|                                         | Denkmal für die Gefallenen des Ersten Weltkrieges | Eppendorfer Straße 10 (neben) (Karte) | Nach 1918 | Ortsgeschichtlich von Bedeutung. Abgestufter Sockel, Granitblock mit Inschrift „Dank und Ehre unseren Helden/Gemeinde Mittelsaida“, seitlich Auflistung der Gefallenen, auf der Abdeckplatte Eisernes Kreuz aus Stein (1914–1918). | 08991114 |
|                                         | Pfarrhaus | Eppendorfer Straße 15 (Karte) | 1750–1755 | Stattlicher Putzbau mit intaktem Wand-Öffnungs-Verhältnis, weitgehend im ursprünglichen Aussehen wieder hergestellt, bau- und ortsgeschichtlich von Bedeutung. Zweigeschossig, massiv, Sandsteingewände, Türen mit Korbbogen und Schlussstein, Fenster erneuert (mit Kreuzstockfenstersprossung), Putzgliederung, profilierte Traufe, Giebel Fachwerk verbrettert, Krüppelwalmdach, Schieferdeckung. | 08991115 |
| Direkt Bild zu diesem Denkmal hochladen | Wohnhaus und Seitengebäude | Obersaidaer Straße 1 (Karte) | Um 1800 | Landschaftstypisches ländliches Wohnhaus mit Fachwerk-Obergeschoss, baugeschichtlich von Bedeutung. - Wohnhaus: Erdgeschoss massiv, Sandsteingewände, zum Teil verändert, Obergeschoss ca. 2/3 Fachwerk, verbrettert, der restliche Teil massiv, Satteldach - Seitengebäude: eingeschossig mit Drempel, Erdgeschoss massiv, halbhohe Segmentbogenfenster, Drempelzone und Giebel verbrettert, Satteldach | 08991123 |
| Weitere Bilder                          | Herrenhaus des ehemaligen Rittergutes Mittelsaida | Parkstraße 4 (Karte) | 1900, Kern vermutlich älter | Putzbau auf unregelmäßigem Grundriss mit Zierfachwerk, trotz baulicher Veränderungen denkmalwürdig, bau- und ortsgeschichtlich von Bedeutung. Zweigeschossig, Natursteinsockel, Erdgeschoss zum Teil Fenster mit Segmentbogen und Schlussstein, Obergeschoss zum Teil mit Preußischem Fachwerk, hölzerner Erker, Fachwerk zum Teil verkleidet oder massiv ersetzt, Reste von Putzbändern und Eckquaderung, zum Teil Sandsteingewände. | 08991169 |
| Direkt Bild zu diesem Denkmal hochladen | Wohnhaus des ehemaligen Rittergutes Mittelsaida | Schulstraße 13 (Karte) | Um 1870 | Putzbau mit sparsamer Gliederung mit originalen Details, Bestandteil des Wirtschaftshofes des Rittergutes, bau- und ortsgeschichtlich von Bedeutung. Zweigeschossig, massiv, Sandsteingewände, im Erdgeschoss mit Segmentbogen, eine originale zweiflügelige Haustür, zum Teil Winterfenster, Mittelrisalit über drei Achsen, im Erdgeschoss Reste von Putzquaderung, Putzbänder, im Obergeschoss Fenster im Mittelrisalit mit geraden Verdachungen, Satteldach. | 08991122 |

## Niedersaida
| Bild                                    | Bezeichnung                                                            | Lage                              | Datierung                               | Beschreibung | ID       |
| --------------------------------------- | ---------------------------------------------------------------------- | --------------------------------- | --------------------------------------- | --- | -------- |
| Direkt Bild zu diesem Denkmal hochladen | Wohnstallhaus                                                          | Dorfstraße 2 (Karte)              | 1. Hälfte 19. Jahrhundert               | Regionaltypisches Bauernhaus mit verbrettertem Fachwerk-Obergeschoss, baugeschichtlich von Bedeutung. Erdgeschoss massiv, Fenster mit Sprossung, zum Teil Winterfenster, Obergeschoss Fenstergrößen erhalten, Satteldach, Schieferdeckung. | 08991134 |
| Direkt Bild zu diesem Denkmal hochladen | Wohnstallhaus und Scheune eines Dreiseithofes                          | Dorfstraße 16 (Karte)             | Um 1800 (Wohnstallhaus); 1900 (Scheune) | Regionaltypisches Bauernhaus mit verbrettertem Fachwerk-Obergeschoss, bau- und wirtschaftsgeschichtlich von Bedeutung. - Wohnstallhaus: Erdgeschoss massiv, Obergeschoss Fachwerk hofseitig verbrettert, rückwärtig sichtbar, einriegelig, Kopfbänder, Diagonalstreben, Giebel Fachwerk verbrettert, historische Fenster, Satteldach - Scheune: Holzkonstruktion, Satteldach | 08991099 |
| Direkt Bild zu diesem Denkmal hochladen | Verwaltungsgebäude (ohne Anbau) einer ehemaligen Fabrik und Bergkeller | Dorfstraße 23 (Karte)             | Um 1870                                 | Stattlicher Putzbau mit Natursteingewänden, Wand-Öffnungs-Verhältnis weitgehend intakt, baugeschichtlich, ortsgeschichtlich und straßenbildprägend von Bedeutung. - Verwaltungsgebäude: zweigeschossig, überwiegend Bruchsteinmauerwerk, Fenster größtenteils mit Sprossung, einige Winterfenster, Eingänge mit gerader Verdachung, eine Tür zugesetzt, eine originale zweiflügelige Haustür, Giebel mit Zwillingsrundbogenfenster mit betontem Kämpfer in der Mitte, darüber Lünette, Satteldach, kleine liegende Dachfenster - Bergkeller: Bruchsteinmauerwerk, Eingang mit Segmentbogen mit Ziegeln eingefasst, flaches Pultdach | 08991127 |
| Direkt Bild zu diesem Denkmal hochladen | Wohnstallhaus und Scheune eines Zweiseithofes                          | Dorfstraße 27 (Karte)             | Vor 1800                                | Regionaltypisches Bauernhaus mit Fachwerk-Obergeschoss, einer der wenigen weitgehend original erhaltenen Bauernhöfe im Ort, bau- und wirtschaftsgeschichtlich von Bedeutung, bildprägend. - Wohnstallhaus: Erdgeschoss massiv, Obergeschoss Fachwerk, zweiriegelig mit Eckstreben, Giebelseite Fachwerk verbrettert, Satteldach - Scheune: Holzkonstruktion, Satteldach | 08991100 |
| Direkt Bild zu diesem Denkmal hochladen | Wohnstallhaus und Scheune eines Zweiseithofes                          | Dorfstraße 30 (Karte)             | 1. Hälfte 19. Jahrhundert               | Regionaltypischer Zweiseithof mit Fachwerk-Konstruktion, bau- und wirtschaftsgeschichtlich von Bedeutung, bildprägend. - Wohnstallhaus: Erdgeschoss massiv, Stalleingang mit Segmentbogen, Winterfenster, Obergeschoss zweiriegeliges Fachwerk mit Eckstreben, eine Giebelseite verbrettert, zweite Giebelseite mit eingeschossigem Stallanbau mit Pultdach, darüber Fachwerk, Obergeschoss Fenster mit Sprossung, Satteldach, zweiter Giebel verkleidet - Scheune: Natursteinsockel, Holzkonstruktion, teils Fachwerk, teils verbrettert, Satteldach                                                                               | 08991222 |
| Direkt Bild zu diesem Denkmal hochladen | Wohnhaus                                                               | Dorfstraße 42 (Karte)             | 1. Hälfte 19. Jahrhundert               | Obergeschoss mit Sichtfachwerk, direkt an der Straße gelegen, baugeschichtlich von Bedeutung. Erdgeschoss massiv, Obergeschoss größtenteils Fachwerk, teils einriegelig, teils zweiriegelig mit Diagonalstrebe n, Drempelzone Fachwerk, Fenster mit Sprossung (erneuert), Giebel verbrettert (steht untypisch sehr weit vor, Dämmung?), Satteldach, Haus insgesamt saniert. | 08991223 |
| Direkt Bild zu diesem Denkmal hochladen | Wohnstallhaus eines ehemaligen Dreiseithofes                           | Dorfstraße 46 (Karte)             | 1. Hälfte 19. Jahrhundert               | Regionaltypisches Bauernhaus mit weitgehend intaktem Fachwerk-Obergeschoss, baugeschichtlich von Bedeutung. Erdgeschoss massiv, Obergeschoss mit zweiriegeligem Fachwerk im unregelmäßigen Ständerabstand, Giebelseite verkleidet, im Giebel Fenster etwas vergrößert, Satteldach, drei liegende Dachfenster. | 08991128 |
| Direkt Bild zu diesem Denkmal hochladen | Wohnstallhaus und Scheune eines Zweiseithofes                          | Dorfstraße 46b (Karte)            | Mitte 19. Jahrhundert                   | In der Konstruktion erhaltene Fachwerkgebäude, baugeschichtlich von Bedeutung. - Wohnstallhaus: Erdgeschoss massiv, geglättet, Obergeschoss mit zweiriegeligem Fachwerk mit Eckstreben, an rückseitigem Giebel Anbau mit Fachwerk-Obergeschoss und Pultdach, Fenster erneuert, Giebel verbrettert, Satteldach - Scheune: überwiegend Holzkonstruktion, verbrettert, zum Teil Fenster mit Sprossung, Satteldach | 08991129 |
|                                         | Ehemalige Schule (heute Wohnhaus) und Stützmauern mit Treppenaufgang   | Dorfstraße 50 (Karte)             | Um 1830                                 | Landschaftstypisch mit Fachwerk-Obergeschoss, bau- und ortsgeschichtlich von Bedeutung. - Schule: Erdgeschoss massiv, Eingang mit profiliertem Gewände und zweiflügeliger originaler Tür, ein breites Fenster mit Korbbogen und altem Fenster, Obergeschoss mit zweiriegeligem Fachwerk mit Eckstreben, beide Giebelseiten und Rückseite verbrettert, Krüppelwalmdach - Stützmauern: auf zwei Ebenen, Naturstein, in der Mitte Treppenaufgang von der Straße zum Gebäude | 08991136 |
| Direkt Bild zu diesem Denkmal hochladen | Schule                                                                 | Dorfstraße 55b (Karte)            | 1907                                    | Putzbau im Reformstil mit geschweiftem Giebel am Dachhaus und Dachreiter, originale Details, akzentuierende, prägnante Formensprache, bau- und ortsgeschichtlich von Bedeutung. Natursteinsockel, eingezogener Eingang mit Rundbogen, Fenster mit originaler Sprossung, obere Rahmung mit Zierornament, Mansarddach mit Krüppelwalm, seitlich gesetztes zweiachsiges Dachhaus mit geschweiftem Giebel, auf dessen Dach Dachreiter mit Uhr, am anderen Giebelende kleines Dachhaus mit Satteldach, Schieferdeckung, später Kindergarten.                                                                                             | 08991130 |
| Direkt Bild zu diesem Denkmal hochladen | Wohnstallhaus                                                          | Dorfstraße 65 (Karte)             | 18. Jahrhundert                         | Stattliches Bauernhaus mit Fachwerk-Obergeschoss, trotz des großen Anbaus denkmalwürdig durch baugeschichtliche Bedeutung. Erdgeschoss massiv, Obergeschoss Hofseite zweiriegeliges Fachwerk mit Diagonalstreben, Giebelseite und Rückseite einriegeliges Fachwerk, eine Giebelseite verkleidet, Satteldach. | 08991132 |
| Direkt Bild zu diesem Denkmal hochladen | Denkmal für die Gefallenen des Ersten Weltkrieges                      | Dorfstraße 67 (gegenüber) (Karte) | Nach 1918                               | Ortsgeschichtlich von Bedeutung. Abgestufter Sockel, Aufsatz aus rotem Granit, ca. 2 m, grob behauen, Schauseite obere 2/3 poliert mit Inschrift „1914–1918“ und eisernes Kreuz und Eichenlaub, darunter „Dank und Ehre unsern Helden/Gemeinde Niedersaida“, Namensauflistung. | 08991133 |

## Obersaida
| Bild                                    | Bezeichnung | Lage | Datierung | Beschreibung | ID       |
| --------------------------------------- | --- | --- | --- | --- | -------- |
| Weitere Bilder                          | Sachgesamtheitsbestandteil der Revierwasserlaufanstalt im Ortsteil Obersaida mit Einzeldenkmalen | (Flurstücke 585/1, 466, 512, 502, 497, 459, 444/1, 455/1, 583/5, 13/1, 14/1, 16/1, 27/2, 27/3, 28/2, 576/2, 581/3, 584, 581/2, 187, 246/2, 580/1) (Karte) | 16.–18. Jahrhundert | Sachgesamtheitsbestandteil der Revierwasserlaufanstalt im Ortsteil Obersaida mit den Einzeldenkmalen: Obersaidaer Teich einschließlich Teichdamm, Überlauf mit Fluterhaus und Flutrinne, Striegelhaus mit Grundablass und zugehörigem Mundloch, Teilstück des Unteren Dörnthaler Kunstgrabens mit Rösche und allen Gewölbebrücken, Teilstück des Obersaidaer Kunstgrabens mit Schütz, Abschlag und allen Gewölbebrücken sowie Teilstück der Obersaidaer Rösche (siehe 08991217) sowie Markierungsstein (siehe 08991139); landschaftsbildprägende Bestandteile eines umfangreichen Systems der bergmännischen Wasserwirtschaft zur Versorgung des Freiberger Bergbaus mit Aufschlagwasser, bergbaugeschichtlich und ortsgeschichtlich von besonderer Bedeutung (siehe auch 08991218), seit 2019 zugehörig zur Kernzone und Pufferzone des UNESCO-Welterbes Montanregion Erzgebirge/Krušnohoří | 09305289 |
| Weitere Bilder                          | Kunstteich einschließlich Teichdamm (Obersaidaer Teich), Überlauf mit Fluterhaus und Flutrinne, Striegelhaus mit Grundablass und zugehörigem Mundloch, Teilstück des Unteren Dörnthaler Kunstgrabens mit Rösche und allen Gewölbebrücken, Teilstück des Obersaidaer Kunstgrabens mit Schütz, Abschlag und allen Gewölbebrücken sowie Teilstück der Obersaidaer Rösche (Einzeldenkmale der Sachgesamtheit 09305289) | (Flurstücke 8/1, 11, 16/1, 24, 27/2, 27/3, 28/2, 35/2, 37, 45, 47/1, 170, 184/2, 187, 205, 212, 236/1, 238/1, 239/1, 246/2, 251, 444/1, 454/1, 455/1, 456/1, 459, 466c, 466/1, 497, 502, 512, 580/1, 581/2, 581/3, 583/5, 584, 585/2, 585/3, 585/4, 585/5, 585/6, 585/7) (Karte) | 1603–1607 (Obersaidaer Kunstgraben); 1606–1607 (Unterer Dörnthaler Kunstgraben, Obersaidaer Rösche, Käpplers Rösche); 1727–1728 (Teich) | Einzeldenkmale der Sachgesamtheit Revierwasserlaufanstalt; landschaftsbildprägende Bestandteile eines umfangreichen Systems der bergmännischen Wasserwirtschaft zur Versorgung des Freiberger Bergbaus mit Aufschlagwasser, bergbaugeschichtlich und ortsgeschichtlich von besonderer Bedeutung, seit 2019 zugehörig zur Kernzone und Pufferzone des UNESCO-Welterbes Montanregion Erzgebirge/Krušnohoří | 08991217 |
| Direkt Bild zu diesem Denkmal hochladen | Wohnstallhaus | Am Saidenberg 2 (Karte) | Um 1800 | Weitgehend im ursprünglichen Aussehen erhaltenes regionaltypisches Bauernhaus mit Fachwerk-Obergeschoss, baugeschichtlich von Bedeutung. Erdgeschoss massiv, Fenster mit Sprossung, Winterfenster, Wirtschaftsteil mit Toreinfahrt, Obergeschoss Fachwerk, zweiriegelig mit Diagonalstreben, originale Fenstergröße, Giebelseite verbrettert, rückwärtige Seite verputzt, Satteldach. | 08991104 |
| Direkt Bild zu diesem Denkmal hochladen | Wohnstallhaus und zwei Scheunen eines Dreiseithofes | Am Saidenberg 9 (Karte) | 1. Hälfte 19. Jahrhundert (Wohnstallhaus); um 1900 (Scheune)                                                                            | Wohnstallhaus mit Fachwerk-Obergeschoss, mächtige Kubatur, Hofstruktur intakt, bau- und wirtschaftsgeschichtlich von Bedeutung. - Wohnstallhaus: Erdgeschoss massiv, Stallteil zum Wohnen umgebaut, Obergeschoss zweiriegeliges Fachwerk mit Eckstreben, Giebelseite massiv, Fenster erneuert mit angedeuteter Sprossung, Giebel verbrettert, Satteldach - 1. Scheune (kleine): Bruchstein, Öffnungen mit Segmentbogen, Drempel verbrettert, Satteldach - 2. Scheune: im hinteren massiven Teil zwei rundbogige Öffnungen, vorderer Teil und Obergeschoss Holzkonstruktion, verbrettert, Satteldach, Schieferdeckung | 08991105 |
| Direkt Bild zu diesem Denkmal hochladen | Wohnstallhaus | Am Saidenberg 23 (Karte) | Bezeichnet mit 1857 | Regionaltypisches Bauernhaus mit Fachwerk-Obergeschoss, Holzkonstruktion intakt, baugeschichtlich von Bedeutung. Erdgeschoss massiv, Obergeschoss zweiriegeliges Fachwerk, zum Teil verkleidet, eine Giebelseite massiv, rückwärtiger Anbau, zweite Giebelseite Fachwerk, verkleidet, Obergeschoss mit Bergetür, Satteldach, Schieferdeckung. | 08991107 |
| Direkt Bild zu diesem Denkmal hochladen | Wohnstallhaus und Scheune eines Zweiseithofes | Am Teich 73 (Karte) | Um 1700 | Weitgehend original erhaltene Gebäude einer intakten Hofanlage, eines der ältesten Gebäude, exponierte Lage, bau- und wirtschaftsgeschichtlich von Bedeutung. - Wohnstallhaus: Erdgeschoss massiv, Obergeschoss Fachwerk verbrettert, eine Giebelseite massiv und Giebeldreieck verkleidet, Satteldach, zum Teil historische Fenster erhalten, Haustürbereich verändert - Scheune: Holzkonstruktion, Satteldach, Schieferdeckung | 08991103 |
| Weitere Bilder                          | Meilenstein | Annaberger Straße (Karte) | Nach 1858 | Königlich-Sächsischer Meilenstein, Halbmeilenstein, verkehrsgeschichtlich von Bedeutung, seit 2019 zugehörig zur Pufferzone des UNESCO-Welterbes Montanregion Erzgebirge/Krušnohoří. Etwa 60 cm hoher Sandstein, oben abgerundet, „Freiberg“/„Sayda“. | 08991138 |
| Weitere Bilder                          | Meilenstein | Annaberger Straße (Karte) | Nach 1858 | Königlich-Sächsischer Meilenstein, Halbmeilenstein, verkehrsgeschichtliche Bedeutung, seit 2019 zugehörig zur Pufferzone des UNESCO-Welterbes Montanregion Erzgebirge/Krušnohoří. Etwa ein Meter hoher abgerundeter Sandstein mit eingeritzter Krone „Brand/Lengefeld, Zöblitz“. | 08991137 |
|                                         | Grenzstein, Markierungsstein (Einzeldenkmal der Sachgesamtheit 09305289) | Annaberger Straße (Karte) | 17. Jahrhundert | Einzeldenkmal der Sachgesamtheit Revierwasserlaufanstalt; Markierungsstein, Zeugnis der Auffahrung der Obersaidaer Rösche, markierte den Verlauf dieser Rösche über Tage, Bestandteil eines umfangreichen Systems der bergmännischen Wasserwirtschaft zur Versorgung des Freiberger Bergbaus mit Aufschlagwasser, bergbau- und vermessungsgeschichtlich von besonderer Bedeutung, seit 2019 zugehörig zur Pufferzone des UNESCO-Welterbes Montanregion Erzgebirge/Krušnohoří. Etwa 50 cm hoher Gneis, abgerundet, breiterer Sockel, Inschrift „R“, versetzt vom Originalstandort. | 08991139 |
| Direkt Bild zu diesem Denkmal hochladen | Meilenstein | Olbernhauer Straße (Karte) | Nach 1858 | Königlich-Sächsischer Meilenstein, Halbmeilenstein, verkehrs- und vermessungsgeschichtlich von Bedeutung. Etwa 1 m hoch, Sandsteinkubus, oben abgerundet, Inschrift „Lengefeld, Sayda“. | 08991102 |
| Weitere Bilder                          | Wegestein | Olbernhauer Straße (Karte) | Vermutlich 1836 mit Anlage der Straße                                                                                                   | Verkehrsgeschichtlich von Bedeutung. Rundpfeiler, nach oben sich verjüngend, oberer Abschluss als Krone ausgebildet, Sandstein, ca. 2 m hoch, Inschriftfelder „Nach Stadt Sayda 7,8 km und Brüx 37,2 km“, „Nach Freiberg 20,4 km“. Wegesäule, bei Erfassung 1990er Jahre irrtümlich als Meilenstein erfasst, bei Erfassung 1957 als Wegestein ausgewiesen durch Walter Herrmann, Denkmalpfleger für Dörnthal. | 08991101 |
| Direkt Bild zu diesem Denkmal hochladen | Gasthof mit Saalanbau | Olbernhauer Straße 44 (Karte) | Um 1880 | Intaktes Wand-Öffnungs-Verhältnis, exponierte Lage, ortsgeschichtlich von Bedeutung. Zweigeschossig, massiv, Saalanbau mit Rundbogenfenstern, Satteldach. | 08991226 |
| Direkt Bild zu diesem Denkmal hochladen | Schule | Olbernhauer Straße 54 (Karte) | Kern 2. Hälfte 19. Jahrhundert | Putzbau mit Mittelrisalit mit aufwendigem Ziergiebel und Dachreiter (ohne rückwärtigen eingeschossigen Anbau), baugeschichtlich, ortsgeschichtlich und straßenbildprägend von Bedeutung. Natursteinsockelgeschoss mit Segmentbogenfenstern, zweigeschossig, Erdgeschoss mit Segmentbogenfenstern, Kastenfenster, Eingangsbau mit originalem Oberlicht, Fenstergewände profiliert, umlaufende Gurtgesimse, Seitenrisalite an den Schmalseiten, Mittelrisalit-Giebel abgetreppt, mit viertelkreisförmigen Muschelmotiven, kurzen Pilastern und Triglyphen, Uhr, auf dem Giebeldach offener Dachreiter, Walmdach, Schieferdeckung, Seitenrisalite mit Krüppelwalmdach. | 08991109 |
| Direkt Bild zu diesem Denkmal hochladen | Denkmal für die Gefallenen des Ersten Weltkrieges | Olbernhauer Straße 54 (neben) (Karte) | Nach 1918 | Ortsgeschichtlich von Bedeutung. Dreistufiger Sockel, obeliskartiger Aufbau, Granit, Inschrift „Zum Sieg gewillt/ Zum Tod bereit/ habt/ ihr gehalten/ den Treueeid/ Ihren gefallenen Helden/ gewidmet v. d. Gemeinde/ Obersaida/ Weltkrieg 1914–1918“, an den beiden Seiten Namensliste der Soldaten, an der Rückseite am oberen Abschluss eisernes Kreuz, eingefasst von Betonplatten und Gittern, gärtnerisch gestaltete Anlage. | 08991108 |
| Direkt Bild zu diesem Denkmal hochladen | Wohnstallhaus | Olbernhauer Straße 55 (Karte) | Bezeichnet mit 1859 | Landschaftstypisches Bauernhaus mit intaktem Fachwerk-Obergeschoss, baugeschichtlich von Bedeutung. Erdgeschoss Bruchstein, zum Teil Sandsteingewände, Obergeschoss mit zweiriegeligem Fachwerk mit Diagonalstreben, Gefache weitgehend mit Ziegeln ausgesetzt, Bergetür, Fenster mit Sprossung, zum Teil original, zum Teil um 1910, Giebel verbrettert, Satteldach, Schieferdeckung, drei niedrige Schleppgaupen. | 08991110 |
| Direkt Bild zu diesem Denkmal hochladen | Vierseithof mit Wohnstallhaus (Nr. 28, 29), zwei Scheunen (eine Nr. 27) und Seitengebäude mit Kumthalle sowie Sandsteintrog und Allee am Zufahrtsweg | Steinbruchweg 27, 28, 29 (Karte) | Bezeichnet mit 1872 (Wohnstallhaus); bezeichnet mit 1797 (Sandsteintrog)                                                                | In der Struktur erhaltene Hofanlage mit massiven Gebäuden, baugeschichtlich, wirtschaftsgeschichtlich und landschaftsgestaltend von Bedeutung. - Wohnstallhaus: zweigeschossig, massiv, Sandsteingewände (zum Teil erneuert), Reste von Putzgliederung, Satteldach, Schieferdeckung, drei neue Gaupen - Scheune: Bruchstein, Segmentbogenöffnungen, Drempel, Satteldach, Hocheinfahrt, Giebel verbrettert und aufgetragener Putz - 2. Scheune: mit angebautem Wohnteil, dieser Neubau (kein Denkmal) - Stall: Bruchstein, sparsame Putzgliederung, linker Teil Scheune, rechts dreibogige Kumthalle, Sandsteingewände, Satteldach - Sandsteintrog: nicht ursprünglich Bestandteil des Hofes | 08991106 |
| Direkt Bild zu diesem Denkmal hochladen | Häuslerhaus | Wiesenweg 78 (Karte) | 2. Hälfte 19. Jahrhundert | Regionaltypisches Bauernhaus mit Fachwerk-Obergeschoss, baugeschichtlich von Bedeutung. Erdgeschoss massiv, Obergeschoss zweiriegeliges Fachwerk, zum Teil verkleidet, rückwärtiger Anbau, Satteldach, verschiefert, Fenster mit Sprossung, hölzerner Toilettenanbau. | 08991112 |
| Direkt Bild zu diesem Denkmal hochladen | Wohnstallhaus | Wiesenweg 81 (Karte) | Um 1800 | Regionaltypisches Bauernhaus mit Fachwerk-Obergeschoss, baugeschichtlich von Bedeutung. Erdgeschoss massiv, Obergeschoss zweiriegeliges Fachwerk mit Diagonalstreben, Bergetür, über dem Stallteil verbrettert, Giebel verschindelt, Satteldach, Keller mit Gewölbe. | 08991113 |

## Ehemalige Denkmäler

### Ehemalige Denkmäler (Großhartmannsdorf)
| Bild                                    | Bezeichnung                                         | Lage                    | Datierung                 | Beschreibung | ID       |
| --------------------------------------- | --------------------------------------------------- | ----------------------- | ------------------------- | --- | -------- |
| Direkt Bild zu diesem Denkmal hochladen | Wohnstallhaus mit Backofenanbau eines Dreiseithofes | Hauptstraße 4 (Karte)   | 18. Jahrhundert           | Relikt der alten Dorfbebauung, stattlicher Baukörper, hohes Satteldach, baugeschichtlich und sozialgeschichtlich von Bedeutung. Erdgeschoss massiv, Obergeschoss vermutlich Fachwerk verputzt, eine Giebelseite massiv, Giebel Fachwerk verkleidet, 2. Giebelseite verkleidet, Satteldach, Schieferdeckung, Backofenanbau. Zwischen 2017 und 2023 aus der Denkmalliste gestrichen. | 08991155 |
| Direkt Bild zu diesem Denkmal hochladen | Wohnstallhaus                                       | Hauptstraße 19 (Karte)  | Um 1850                   | Wand-Öffnungs-Verhältnis intakt (später angebauter Teil mit Fachwerk-Obergeschoss eingestürzt), baugeschichtlich von Bedeutung. Zwischen 2018 und 2020 abgerissen. | 08991157 |
| Direkt Bild zu diesem Denkmal hochladen | Wohnstallhaus und Scheune eines Zweiseithofes       | Hauptstraße 65 (Karte)  | Kern 18. Jahrhundert      | In seiner Struktur erhaltener Hof mit baugeschichtlicher und straßenbildprägender Bedeutung. - Wohnstallhaus: zweigeschossiger Putzbau, massiv, zum Teil rote Sandsteingewände, Fenster zum Teil mit Sprossung, Giebel und Satteldach verschiefert - Scheune: massiv, verputzt, zwei große Segmentbogentore nebeneinander, Giebel mit zwei Rundbogenfenstern und Oculus, Satteldach Zwischen 2017 und 2023 aus der Denkmalliste gestrichen.                                                              | 08991150 |
| Direkt Bild zu diesem Denkmal hochladen | Waschhaus                                           | Hauptstraße 71 (Karte)  | 2. Hälfte 19. Jahrhundert | Aufwendig gestaltetes Nebengebäude, Relikt des früheren ländlichen Lebens, sozialgeschichtlich von Bedeutung. Sandsteingewände, Rundbogen mit sparsamem Ornament, Bruchsteinmauerwerk verputzt, flaches Satteldach, Schieferdeckung, Dachüberstand, Zierbalken. Zwischen 2014 und 2016 abgerissen. | 08991165 |
| Direkt Bild zu diesem Denkmal hochladen | Scheune                                             | Hauptstraße 119 (Karte) | Um 1900                   | Stattlicher L-förmiger Bau mit verbrettertem Obergeschoss, straßenbildprägend. Erdgeschoss massiv, teils verändert, Obergeschoss zum Teil mit originalen Sprossenfenstern, flaches Satteldach. Zwischen 2017 und 2023 aus der Denkmalliste gestrichen. | 08991203 |
| Direkt Bild zu diesem Denkmal hochladen | Wohnstallhaus                                       | Hauptstraße 122 (Karte) | Kern 17. Jahrhundert      | Sehr altes Bauernhaus, zum Teil mit Fachwerk-Obergeschoss, baugeschichtlich von Bedeutung. Erdgeschoss massiv, Winterfenster, Obergeschoss vorderer Teil mit Giebelseite Fachwerk, verkleidet, im massiv ersetzten Teil Fenster quadratisch, Satteldach. Zwischen 2017 und 2023 aus der Denkmalliste gestrichen. | 08991204 |
| Direkt Bild zu diesem Denkmal hochladen | Wohnhaus und Scheune                                | Hauptstraße 139 (Karte) | Um 1800 und später        | Mit Ladeneinbauten, regionaltypischer Bau mit Fachwerk-Obergeschoss (ohne Anbau), baugeschichtlich von Bedeutung. - Wohnhaus: Erdgeschoss massiv, verändert, Obergeschoss Fachwerk, verkleidet, eventuell eine Giebelseite und Rückseite massiv, im Giebel Fenster vergrößert, Satteldach, breite Schleppgaupe, Schieferdeckung - Scheune: Bruchstein, verputzt, zwei Segmentbogentore, Taubenausflugslöcher, Giebel Fachwerk verkleidet, Satteldach, Schieferdeckung Zwischen 2014 und 2016 abgerissen. | 08991174 |
| Direkt Bild zu diesem Denkmal hochladen | Wohnstallhaus                                       | Hauptstraße 179 (Karte) | 1. Hälfte 19. Jahrhundert | Regionaltypischer Bau mit Fachwerk-Obergeschoss, baugeschichtlich von Bedeutung. Erdgeschoss massiv, geglättet, Obergeschoss Fachwerk-Konstruktion intakt, verkleidet (untypische Farbe), Satteldach, ein liegendes Dachfenster. Zwischen 2017 und 2023 von der Denkmalliste gestrichen. | 08991201 |
| Direkt Bild zu diesem Denkmal hochladen | Wohnstallhaus mit integriertem Scheunenteil         | Zehntel 20 (Karte)      | 18. Jahrhundert           | Stattliches regionaltypisches Bauernhaus mit Fachwerk-Obergeschoss, verbrettert, baugeschichtlich von Bedeutung. Erdgeschoss massiv, Obergeschoss Fenster wahrscheinlich etwas vergrößert, Satteldach, hölzerner Scheunenteil. Zwischen 2016 und 2017 abgerissen. | 08991145 |

### Ehemaliges Denkmal (Mittelsaida)
| Bild | Bezeichnung                            | Lage                         | Datierung | Beschreibung | ID       |
| ---- | -------------------------------------- | ---------------------------- | --------- | --- | -------- |
|      | Gasthof und rückwärtiges Seitengebäude | Annaberger Straße 22 (Karte) | Um 1820   | Stattliche, breit gelagerte Kubatur, baugeschichtlich, ortsgeschichtlich und ortsbildprägend von Bedeutung. Zweigeschossig, massiv, 10:4 Achsen, zum Teil Sandsteingewände, einige Öffnungen verändert, Krüppelwalmdach, Seitengebäude: Backsteinbau, Krüppelwalmdach, Giebel verkleidet. Zwischen 2021 und 2024 abgerissen. | 08991220 |

### Ehemalige Denkmäler (Niedersaida)
| Bild                                    | Bezeichnung                   | Lage                   | Datierung | Beschreibung | ID       |
| --------------------------------------- | ----------------------------- | ---------------------- | --------- | --- | -------- |
| Direkt Bild zu diesem Denkmal hochladen | Fabrik und Schornstein        | Dorfstraße 57 (Karte)  | Um 1900   | Lang gestreckter Baukörper mit intaktem Wand-Öffnungs-Verhältnis, ortshistorische Bedeutung. - Fabrik: zweigeschossig, massiv, Eingänge und Fenster mit Segmentbogen, Satteldach, an einer Seite kurzer Dachhecht - Schornstein: quadratischer Sockel, verputzt, abgestuftes Gesims, runder backsteinsichtiger Schornstein Zwischen 2017 und 2023 aus der Denkmalliste gestrichen.                                                                 | 08991135 |
| Direkt Bild zu diesem Denkmal hochladen | Wohnhaus (ehemalige Bäckerei) | Dorfstraße 63b (Karte) | Um 1880   | Putzbau mit zeittypischen Gliederungselementen, Wand-Öffnungs-Verhältnis intakt, baugeschichtlich von Bedeutung. Zweigeschossig, massiv, Mittelachse betont durch zweiflügelige originale Tür und Zwillingsrundbogenfenster im Obergeschoss mit betontem Kämpfer, Putzbänder an den Ecken und zwischen den Geschossen, Giebel mit Oculi in den Ecken, Satteldach, Schieferdeckung, Fenster größtenteils originale Sprossung, einige Winterfenster. | 08991131 |

### Ehemaliges Denkmal (Obersaida)
| Bild                                    | Bezeichnung                                                  | Lage                          | Datierung             | Beschreibung | ID       |
| --------------------------------------- | ------------------------------------------------------------ | ----------------------------- | --------------------- | --- | -------- |
| Direkt Bild zu diesem Denkmal hochladen | Wohnstallhaus, Seitengebäude und Scheune eines Dreiseithofes | Olbernhauer Straße 61 (Karte) | Mitte 19. Jahrhundert | In seiner Struktur erhaltener Bauernhof in exponierter Lage, Gebäude in schlechtem baulichen Zustand, bau- und sozialgeschichtlich von Bedeutung. - Wohnstallhaus: Erdgeschoss massiv, Bruchstein, Eingangsvorbau, Obergeschoss zweiriegeliges Fachwerk mit Eckstreben, Rückseite sowie zweite Giebelseite verbrettert, Bergetür, Satteldach, Giebel verkleidet - Seitengebäude: zweigeschossig, Erdgeschoss massiv, Obergeschoss verbrettert, Satteldach, zum Teil Sandsteingewände - Scheune: teils massiv, teils Holzkonstruktion verbrettert, Satteldach, Schieferdeckung (nur Hofseite) Hof in sehr schlechtem baulichen Zustand. Zwischen 2017 und 2023 aus der Denkmalliste gestrichen. | 08991111 |

## Tabellenlegende
- Bild: Bild des Kulturdenkmals, ggf. zusätzlich mit einem Link zu weiteren Fotos des Kulturdenkmals im Medienarchiv Wikimedia Commons. Wenn man auf das Kamerasymbol klickt, können Fotos zu Kulturdenkmalen aus dieser Liste hochgeladen werden:
- Bezeichnung: Denkmalgeschützte Objekte und ggf. Bauwerksname des Kulturdenkmals
- Lage: Straßenname und Hausnummer oder Flurstücknummer des Kulturdenkmals. Die Grundsortierung der Liste erfolgt nach dieser Adresse. Der Link (Karte) führt zu verschiedenen Kartendiensten mit der Position des Kulturdenkmals. Fehlt dieser Link, wurden die Koordinaten noch nicht eingetragen. Sind diese bekannt, können sie über ein Tool mit einer Kartenansicht einfach nachgetragen werden. In dieser Kartenansicht sind Kulturdenkmale ohne Koordinaten mit einem roten bzw. orangen Marker dargestellt und können durch Verschieben auf die richtige Position in der Karte mit Koordinaten versehen werden. Kulturdenkmale ohne Bild sind an einem blauen bzw. roten Marker erkennbar.
- Datierung: Baubeginn, Fertigstellung, Datum der Erstnennung oder grobe zeitliche Einordnung entsprechend des Eintrags in der sächsischen Denkmaldatenbank
- Beschreibung: Kurzcharakteristik des Kulturdenkmals entsprechend des Eintrags in der sächsischen Denkmaldatenbank, ggf. ergänzt durch die dort nur selten veröffentlichten Erfassungstexte oder zusätzliche Informationen
- ID: Vom Landesamt für Denkmalpflege Sachsen vergebene, das Kulturdenkmal eindeutig identifizierende Objekt-Nummer. Der Link führt zum PDF-Denkmaldokument des Landesamtes für Denkmalpflege Sachsen. Bei ehemaligen Kulturdenkmalen können die Objektnummern unbekannt sein und deshalb fehlen bzw. die Links von aus der Datenbank entfernten Objektnummern ins Leere führen. Ein ggf. vorhandenes Icon  führt zu den Angaben des Kulturdenkmals bei Wikidata.

## Ausführliche Denkmaltexte
1. ↑  Kohlbach Kunstgraben in Großhartmannsdorf:

Der im Jahr 1556 angelegte Kohlbach Kunstgraben ist ein Bestandteil der historischen Revierwasserlaufsanstalt (siehe 08991218), einem über mehrere Jahrhunderte hinweg entstandenen umfangreichen System an Kunstgräben, Röschen und Speicherteichen zur Ansammlung und Herbeileitung von Aufschlagwasser für den Freiberger Bergbau. Er gehört dabei zu der sogenannten Oberen Wasserversorgung. Über eine Länge von ca. 12,2 km führt der Kunstgraben vom Oberen Großhartmannsdorfer Teich (siehe 08991218) westlich um den Mittleren Großhartmannsdorfer Teich (siehe 08991218) herum bis in das Brander Bergbaugebiet. In seinem Verlauf kreuzt er mehrere wassereinleitende Bäche, darunter auf Müdisdorfer Flur den namensgebenden Kohlbach. Während ein Teil des Wassers dem Gelobt Lander Teich (siehe 09208676) zufließt, mündet der Hauptzweig des Kohlbach Kunstgrabens am oberen Mundloch der sogenannten Verbindungsrösche (siehe 9304679), die zur nördlich gelegenen Neu Glück und Drei Eichen Fundgrube (siehe 09208748) führt.

Der Kunstgraben weist eine aus Trockenmauerwerk bestehende Grabenbrust auf und war ursprünglich zu einem großen Teil mit Holzschwarten abgedeckt, um eine Verunreinigung sowie übermäßige Verdunstung des Wassers zu verhindern. Heute ist die Schwartenabdeckung in weiten Teilen einer Betonplattenabdeckung gewichen. Der Kunstgraben weist in seinem Verlauf mehrere Abschläge auf und ist im Bereich der Großhartmannsdorfer Kirche verröscht. Er befindet sich weiterhin in Nutzung und ist in die Brauch- und Trinkwasserversorgung Freibergs eingebunden.

Als Bestandteil der historischen wie auch der weiterhin aktiv bewirtschafteten Revierwasserlaufanstalt ist der Kohlbach Kunstgraben nicht nur von regionalgeschichtlicher, sondern auch von großer bergbauhistorischer Bedeutung, zeugt er doch im Zusammenspiel mit weiteren – teils fragmentarisch – erhaltenen bergbauwasserwirtschaftlichen Anlagen von den Anstrengungen, die zur Aufrechterhaltung des hiesigen Erzbergbaus mittels wasserbetriebener Antriebs- und Aufbereitungstechnik unternommen wurden. Gleichzeitig ist der Kunstgraben beispielhaft für die Nutzungswandlung von derartigen Infrastrukturen nach der Einstellung des Bergbaus hin zur regionalen Trinkwasser- und Brauchwasser-Bereitstellung und weist als landschaftsbildprägende, weiterhin in Funktion befindliche Anlage einen besonderen Erlebnis- und Erinnerungswert auf.
2. ↑  Zethauer Kunstgraben und Helbigsdorfer Rösche in Großhartmannsdorf:

Anfangspunkt der Unteren Revierwasserlaufanstalt (siehe  08991218), etwa 8 km langer Kunstgraben von Zethau aus in nördlicher bzw. nordwestlicher Richtung zum Unteren Großhartmannsdorfer Teich Wasser führend (Hauptzulauf), in seinem Verlauf von mehreren Röschen unterbrochen, dabei durch mehrere Gemeinden/Ortsteile führend: Mulda/Sa. (Ortsteil Zethau, 09209273), Mulda/Sa. (Ortsteil Helbigsdorf, 09209268) und Großhartmannsdorf (09306186), Kunstgraben-Teilstück an der Gemeindegrenze zu Mulda/Sa. (Ortsteil Zethau) beginnend, zum Teil als erhöhter Kunstgrabendamm durch das Gelände geführt, teilweise offen, zum Teil auch mit erneuerter Betonplattenabdeckung, eine starke Gewölbebrücke ca. 100 m vor dem Bieberschütz, an diesem mit Bruchsteingewölbe (bezeichnet mit 1848) überwölbter Abschlag in einen Abzugsgraben, Grabensohle mit Holzfachwerk befestigt, Kunstgraben nachfolgend mit Betonplattenabdeckung aus DDR-Zeiten sowie anschließend mit desolater Holzschwartenabdeckung (Kunstgraben-Teilstück wurde 2015 saniert und die Holzschwarten- durch Betonplattenabdeckung ersetzt), vor der Gemeindegrenze zu Mulda/Sa. (Ortsteil Helbigsdorf) Mundloch der 329 m langen Helbigsdorfer Rösche (Durchfahrung der Wasserscheide zwischen Zethaubach und Helbigsdorfer Bach), diese erst nach der Gemeindegrenze wieder in offenen Kunstgraben übergehend.
  - Beschreibung einzelner Bestandteile im Verlauf der Revierwasserlaufanstalt:
    - Kunstgraben-Teilstücke: jeweils mit gemauerter Grabenbrust (Trockenmauerwerk) und flacher Sohle, Holzschwartenabdeckung auf querliegenden Eisenschienen, Betonplatten auf Betonstreben gelagert
    - Abschläge/Schütze: mit Bruchsteingewölbe überwölbte Aus- bzw. Einläufe, die die gemauerte Grabenbrust durchbrechen, teils mit historischen Kurbelschützen, teils erneuerte Holzschütze, technische Anlage zum Teil umhaust (einfache Funktionsbauten aus verbrettertem Holzfachwerk mit Satteldach)
    - Gewölbebrücken: aus Bruchsteinmauerwerk, Straßen- oder Fußgängerbrücken mit gemauerter Brüstung, jene Brücken zur Überführung von Wirtschaftswegen in der Feldflur zumeist ohne Brüstung
    - Röschen: unterirdische Weiterführung der Kunstgräben zur Überwindung von Wasserscheiden oder zur Abkürzung von Kunstgraben-Teilstücken, Röschen wurden teils in festem Gestein bergmännisch aufgefahren, teils aber auch in ausgehobenen Gruben als Gewölbe gemauert und anschließend mit Erdreich überdeckt
    - Röschenmundlöcher (als Einzeldenkmale benannt und kartiert sind lediglich die authentisch erhaltenen Mundlöcher – allerdings sind auch die nicht derart hervorgehobenen Röschenmundlöcher Bestandteile der als Einzeldenkmal geschützten Röschen innerhalb der Sachgesamtheit Revierwasserlaufanstalt): zumeist als Bruchsteingewölbe, in wenigen Ausnahmen auch als Ziegelgewölbe ausgeführt, bei kleineren Röschen sehr schlicht gehalten, längere Röschen erhielten aufwändiger und größer gestaltete Mundlöcher
3. ↑  Oberer Großhartmannsdorfer Teich:
  - Obersaidaer Rösche mit Mundloch: unteres Teilstück einer Rösche, oberes Teilstück auf der Gemarkung Obersaida (siehe 08991217), Mundloch (im neu angefertigten Gitter bezeichnet mit 1591) rundbogig, Ziegelgewölbe, Querschnitt der Rösche im Inneren nach einigen Metern verkleinert, hier gemauerter Bruchsteinbogen, wenig hangaufwärts auf der Rösche gelegenes Funktionsgebäude (kein Denkmal)
  - Oberer Großhartmannsdorfer Teich: Kunstteich, angelegt 1591–1593, bauliche Erweiterungen 1778–1782 und 1890–1895, Instandsetzung 2000–2002, erweiterte das System der Oberen Wasserversorgung der Revierwasserlaufanstalt in südliche Richtung, Zufluss aus der o. g. Rösche (breiter, mit Mauerwerk sorgfältig gefasster Einlaufkanal), Ausfluss unterhalb des Teiches in den Kohlbach Kunstgraben (siehe 09304684)
    - Teichdamm (Erddamm mit Lehmschürze und wasserseitiger Tarrasmauer, luftseitig in Rasendecke eingebettetes Bruchsteindeckwerk – vermutlich gegen Erosion, aufgesetzte Mauerwerkskrone ca. 530 m lang, im mittleren Bereich mit aufgesetzter Wellenschutzmauer aus Ziegelmauerwerk)
    - zwei Striegelhäuser: Mühlenstriegel = rechtes Striegelhaus, bezeichnet mit 1890, von hier Beaufschlagung der am Fuß des Teichdamms gelegenen Großhartmannsdorfer Obermühle (siehe 08991154 – hier zunächst Wasserrad, Radstube noch erkennbar, später Turbine), mit Abzugsgraben der Mühle zum Kohlbach Kunstgraben, südöstlich davon Grundablassstriegel = linkes Striegelhaus, bezeichnet mit 1800, mit Grundablass in den Kohlbach Kunstgraben
    - Überlauf am nördlichen Teichdammende: schmaler Überlauf, im Bogen zurück in Richtung Mühle geführt, seitliches Stützmauerwerk, Grundfläche mit Steindeckwerk, unterhalb des Teichdamms verröscht, vermutlich im Abzugsgraben der Mühle endend
    - unterhalb des Grundablassstriegels Schieberhaus am Fuß des Teichdamm (kein Denkmal, bezeichnet mit 2001), darin Anbindung an Kohlbach Kunstgraben sowie Abzweig der Rohwasserüberleitung zur Talsperre Klingenberg

  - Kohlbach Kunstgraben: oberes Teilstück des Kunstgrabens bis zum Dorfbachschütz nordwestlich des Grundablassstriegels des Oberen Großhartmannsdorfer Teichs, hier Abschlag in den Großhartmannsdorfer Dorfbach, daneben Grenzstein
4. ↑  Unterer Großhartmannsdorfer Teich:
  - Teichhaus: 1692 errichtetes Wohnhaus für den Grabensteiger (Alter der Hölzer im Dachstuhl 1690 – Dendrountersuchung 2014), schlichtes, zweigeschossiges Gebäude, traufseitiges Obergeschoss sowie östliches Giebeldreieck verkleidet, Satteldach Schiefer, im Inneren historische Türen und Beschläge, Dachstuhl original
  - Teichdamm: Erddamm mit Lehmkerndichtung und wasserseitiger Tarrasmauer, darüber gemauerte Brüstung mit halbrundem Abschluss, Luftseite des Erddamms teilweise durch Trockenmauerwerk befestigt (bei der Teichmühle), gemauerte Torpfeiler auf dem Dammweg (Zufahrt zum Teichhaus)
  - Mühlenstriegel: westliches Striegelhaus massiver Putzbau auf rechteckigem Grundriss mit Satteldach (erneuert), bezeichnet mit 1524, Funktionsgebäude mit Striegel (Holzstriegel) für die unterirdisch bis zum Mühlgraben der Teichmühle (siehe 08991180) verlaufende Mühlenrösche, Mühlgraben in den Müdisdorfer Kunstgraben einleitend
  - Grundablassstriegel: Striegelhaus östlich des Teichhauses, bezeichnet mit 1524, zugehörige Abzugsrösche im Teichdamm zum Mundloch des Fischhälters, Striegel reguliert Zulauf in den Fischhälter
  - Überlauf: Schützanlage am östlichen Teichdamm, eingehaust durch länglichen Fachwerkbau mit Satteldach (wasserseitig verbrettert), dahinter dreibogige Fußgängerbrücke (Schlussstein bezeichnet mit 1892) aus Natursteinmauerwerk (verputzt) über den Überlauf, Rinne des Überlaufes mit zwei Kaskaden und seitlichen Stützmauern aus Trockenmauerwerk, geht an der Straßenbrücke (siehe 08991179) in den Großhartmannsdorfer Bach über
  - Turbinenrösche: östlich des Überlaufs vom Unteren Großhartmannsdorfer Teich abzweigende Rösche (zum Teil auf dem Gemeindegebiet Mulda/Sa., Ortsteil Helbigsdorf verlaufend, siehe 09209268) – angelegt zur Beaufschlagung einer Turbine zwecks Stromerzeugung, aufwändig gemauertes Röschenmundloch auf dem Gemeindegebiet Mulda/Sa., Ortsteil Helbigsdorf (siehe 09209268) mit über der Öffnung nach oben gewölbtem Stirnmauerwerk, dieses mittels Steinplatten abgedeckt, Schlussstein mit Inschrift „Baldauf // 1804“, Rösche leitet in die Rinne des Überlaufs/den Großhartmannsdorfer Bach ein (Rohrleitung nicht denkmalgeschützt)
  - Turbinenstriegel: Striegelhaus massiver Putzbau auf rechteckigem Grundriss mit Satteldach (erneuert), Funktionsgebäude mit Striegel für die unterirdisch verlaufende Turbinenrösche
  - Alter Rundstriegel: Striegelhaus massiver Putzbau auf ovalem Grundriss mit abgewalmtem Blechdach (erneuert)
  - Fischhälter: Bassin nördlich vor dem Teichdamm, Uferbefestigung mittels Trockenmauerwerk, Zulauf mittels Rösche aus dem Unteren Großhartmannsdorfer Teich, hier unregelmäßig gewölbtes Mundloch der Abzugsrösche des Teich-Grundablassstriegels in der Uferstützmauer, Grundablass mit hölzernem Fischkasten, darüber kleines Striegelhäuschen. Laichteich (auch Leegteich)
  - Teichdamm zwischen Groß- und Laichteich: Erddamm, beidseitig Tarrasmauern, zwei gemauerte Torpfeiler am nördlichen Ende des Dammes
  - Müdisdorfer Kunstgraben: kurzes Teilstück des Müdisdorfer Kunstgrabens auf Großhartmannsdorfer Flur, parallel zum Großhartmannsdorfer Bach am linken Talhang verlaufend, Weiterführung auf Müdisdorfer Flur (siehe 08980396), dort an der Müdisdorfer Rösche endend, unterhalb des Unteren Großhartmannsdorfer Teiches beginnend, auf einigen Teilstücken verröscht: Butzens Rösche: 65 m, Menden Rösche: 315 m, nach Butzens Rösche Einleitung eines Grabens aus dem Kohlbach Kunstgraben (dortiger Abschlag: Bahnschütz, Graben seitlich mit Trockenmauerwerk, zum Teil mit Betonplatten abgedeckt), unmittelbar darauf Wolfsschütz mit Abschlag in den Großhartmannsdorfer Dorfbach (Graben teils verröscht, teils offen), kurz vor dem Mundloch der Müdisdorfer Rösche Pohlerschütz (Abschlag in den Weißbach), Kunstgraben insgesamt ca. 4,3 km lang, angelegt um 1550, 1790–1793 Instandsetzungsarbeiten (Vergrößerung der Dimensionierung)
5. ↑  Niedere Teichmühle (Zehntel 56) in Großhartmannsdorf:

Teichmühle (Mahl- und Brettmühle) gehört zu den ältesten wasserkraftbetrieben Mühlen der Region: 1524 belegt in einem Kaufvertrag zwischen dem Ritter und Hofmeister Rudolph von Bünau und der Familie Alnpecken, die damit Grundstücke und Teichanlagen erwarb, die bereits zuvor dem Mühlenbetrieb und der Fischerei dienten, 1561 Pachtung und 1562 Erwerb der dreigängigen Mahlmühle nebst Brettmühle von den Gebrüder Alnpecken durch den sächsischen Kurfürsten, dazu gehörten drei Fischhalter und der Mühl- und Teichgraben sowie vor allem der Untere Großhartmannsdorfer Teich, der damit in die Wasserversorgung des Freiberger Bergbaus einbezogen werden konnte – das Teichwasser wurde nach der Ausnutzung des Gefälles mittels Wasserrad über den Mühlgraben in den Müdisdorfer Kunstgraben und damit zurück in das System der Revierwasserlaufanstalt geleitet, 1566 Verleihung der Mühle an den Bergvoigt, Bergwerksverwalter und Oberbergmeister Martin Planer (1510–1582) durch den Kurfürsten aufgrund seiner Verdienste um den Freiberger Bergbau – Planer starb hier am 25. Februar 1582, Teichmühlenbesitzer um 1790 war Christian Karl Gottlob Dietze, 1933 ging die Teichmühle in den Besitz der Revierwasserlaufanstalt, blieb aber noch bis in die 1950er Jahre in Betrieb, später Gaststätte, ab 1991 Jugendfreizeitzentrum/Jugendherberge.

Teichmühlenbesitzer im 19./20. Jahrhundert (Quelle: Infotafel der Reihe „Mühlentour an der Silberstraße“):
1853 Anton Moritz Styer / 1858 Pauline Steyer / 1863 Carl August Schmatz / 1865 Christian Friedrich Hänel / 1868 Christian Gottfried Pechstein / 1872 Johanne Christine Buschmann / 1873 Friedrich Wilhelm Hachenberger / 1875 Karl August Heinrich / 1881 Christian Friedrich Zimmermann / 1889 Ernst Hermann Heinrich / 1892 Franz Hermann Köhler / 1926 Helene Köhler / 1933 Revierwasserlaufanstalt / 1950 Eigentum der Gemeinde.
6. ↑  Obersaidaer Teich:

Abschnitt des Systems der Revierwasserlaufanstalt auf Obersaidaer Flur, beginnend mit einem Teilstück des Unteren Dörnthaler Kunstgrabens einschließlich Käpplers Rösche mit Einmündung in den Obersaidaer Kunstgraben am Obersaidaer Teich, letzterer zum Anstau des Saidenbaches, Einspeisung in Obersaidaer Kunstgraben (Teilstück auf Obersaidaer Flur), Weiterführung auf Mittelsaidaer Flur, dort Einmündung in die Obersaidaer Rösche, die sich wiederum auf einem kurzen Teilstück auf Obersaidaer Flur befindet:
  - Unterer Dörnthaler Kunstgraben: 1606–1607 angelegt, ca. 2,7 km langer Kunstgraben, Weiterführung des Oberen Dörnthaler Kunstgrabens (in der Gemeinde Pfaffroda, siehe 09207100) nach einem unterirdischen Zwischenstück, der Haselbacher Rösche (siehe 08991216), Kunstgraben überwiegend mit Betonplatten abgedeckt, auf kurzer Strecke verröscht (Käpplers Rösche an der Mittelsaidaer Straße), mündet unterhalb des Obersaidaer Teiches in den Obersaidaer Kunstgraben
  - Obersaidaer Teich: Kunstteich, 1727–1728 angelegt, Anstau des Saidenbaches, Abschlag von Wasser über den Obersaidaer Kunstgraben in den Oberen Großhartmannsdorfer Teich (aufgrund der Wasserqualität heute überwiegend keine Einleitung in das System der Revierwasserlaufanstalt, Nutzung als Vorsperre der Talsperre Saidenbach zwecks Vorreinigung des Stauwassers), Teichdamm (Erddamm mit Lehmkern und wasserseitiger Tarrasmauer, aufgesetzte Wellenschutzmauer aus Bruchstein mit Pilzhaupt), Striegelhaus (bezeichnet mit 1847) über Grundablass, am Mundloch des Grundablasses Anschluss an den Obersaidaer Kunstgraben, Überlauf mit Fluterhaus am südlichen Ende des Teichdammes (schmaler Hochwasserüberlauf mit Schützanlage, Flutrinne mit gemauerten Seitenwänden, Sohle mit Steindeckwerk gepflastert, zum Teil unterirdisch zur Überführung des Dörnthaler Kunstgrabens weitergeführt – südliches Mundloch hier gemauerter Bruchsteinbogen, nördliches Mundloch verändert, über eingezogenem Stahlträger noch Schlussstein bezeichnet mit 1802, nachfolgend Einleitung in den Saidenbach)
  - Obersaidaer Kunstgraben: 1603–1607 angelegt, ca. 2 km lang, beginnend am Mundloch des Grundablasses des Obersaidaer Teiches, unmittelbar danach von links Einleitung des Unteren Dörnthaler Kunstgrabens, nachfolgend Barthelschütz mit Abschlag in den Saidenbach, endet auf Mittelsaidaer Flur an der Obersaidaer Rösche (siehe 08991216), überwiegend mit Betonplatten abgedeckter Kunstgraben, teilweise verröscht
  - Obersaidaer Rösche: 1603–1607 angelegt, 910 m lange Unterführung des Obersaidaer Kunstgrabens unter einen Höhenrücken zwischen Saidenbachtal und dem Großhartmannsdorfer Tal, beginnend auf Mittelsaidaer Flur (siehe 08991216), dann sehr kurzes Teilstück auf Obersaidaer Flur und Ausmündung auf Großhartmannsdorfer Flur am Oberen Großhartmannsdorfer Teich (siehe 09306321), im Gegenortbetrieb aufgefahren – hiervon zeugen zwei Halden der zugehörigen Lichtlocher auf Mittelsaidaer Flur (Untere Lichtlochhalde siehe 08991214, Obere Lichtlochhalde siehe 08991215), ein Markierungsstein, der den untertägigen Verlauf der Rösche im Gelände markierte, hat sich auf Obersaidaer Flur – vom ursprünglichen Ort leicht versetzt – ebenfalls erhalten (siehe 08991139)
7. ↑   Wohnstallhaus Am Saidenberg 2 in Obersaida:

Typisches erzgebirgisches Wohnstallhaus mit Remisenteil, vermutlich um 1780 erbaut. Zweigeschossiges ländliches Wohnhaus mit massivem Erdgeschoss und Fachwerkobergeschoss (teilweise massiv ersetzt), abgeschlossen durch ein steiles Satteldach. Erdgeschoss Bruchsteinmauerwerk, im Bereich der Remise teilweise Ziegelmauerwerk, historischer Putz, Fenstergewände mit einer Hohlkehlung für die Winterfenster (die original erhalten sind), traufseitig erschlossen. Neben der Haustür kleines Fenster zum Belichten des Hausflurs. Fenster möglicherweise um 1930, sprossengeteilt, zweiflüglig mit Oberlicht. Im Erdgeschoss neben der Haustür Stalltür und Tür für die Remise. Die Türblätter sind nicht mehr bauzeitlich. Zugewandte Traufseite und größtenteils zugewandte Giebelseite mit Fachwerk im Obergeschoss. Abgewandte Giebelseite ursprünglich Fachwerk im Obergeschoss ohne Lehmausstakung mit Verbretterung, heute Gasbetonsteine, noch mit originaler Verbretterung. Abgewandte Traufseite massiv, teils Ziegelmauerwerk, teils Gasbetonsteine. Ob die abgewandte Traufseite immer massiv war, lässt sich heute am Bauwerk nicht mehr ablesen.

Die Raumfolge ist im Haus heute noch gut ablesbar. Das Erdgeschoss ist, wie das im Erzgebirge bei kleinen Bauernhäusern weit verbreitet war, in vier Teile quer geteilt – den Wohnteil links neben dem Hausflur, der durchgehende Hausflur mit Treppe ins Obergeschoss, dem Stallteil (zwei kleine Stallungen für Schafe und Kühe) und dem Remisenteil. Auch das Obergeschoss weist diese Querteilung auf – in Wohnteil, Flur, Wohnteil und Scheunenteil. Wobei der rechts neben dem Hausflur befindliche Wohn- und Scheunenteil heute nicht mehr klar erkennbar ist. Von diesem Bereich führt eine bauzeitliche Stiege mit eingeschobenen Brettern ins Dachgeschoss. Das Dach ist ein Kehlbalkendach mit einfach stehendem Stuhl und seitlich liegendem Windverband. Alle Holzverbindungen wurden durch Aufblatten hergestellt.

Außer den in letzter Zeit vorgenommen, heute noch marginalen baulichen Veränderungen, blieb das Gebäude im Wesentlichen original erhalten. Es gab vermutlich in der zweiten Hälfte des 19. Jahrhunderts im Erdgeschoss eine Erweiterung der neben der großen Wohnstube befindlichen kleinen Stube, die möglicherweise als Altenteil genutzt wurde. Diese bauliche Veränderung ist eindeutig an den Segmentbögen über den Fenstern des Anbaus im Hausinneren zu erkennen. Diese Maßnahme erfolgte in traditionell üblicher Bauweise, so dass sie keineswegs eine Beeinträchtigung des bisherigen Baubestandes darstellt. Das Haus beeindruckt durch sein originales Erscheinungsbild und seine noch heute gut ablesbare Raumaufteilung. Hierdurch wird es zum Zeugnis ländlichen Bauens und Lebens im 18. Jahrhundert im Erzgebirge. Der Denkmalwert ergibt sich damit aus dem bau- und sozialgeschichtlichen Wert des Hauses.